# Berenice Abbott
Pour les articles homonymes, voir Abbott.
Berenice Abbott, née le 17 juillet 1898 à Springfield dans l'État de l'Ohio et morte le 9 décembre 1991 à Monson dans l'État du Maine, est une photographe portraitiste puis scientifique américaine.
Elle est dans la lignée des photographes réalistes américains inaugurée par Mathew Brady, William Henry Jackson, Timothy O'Sullivan.
Comme femme, elle a dû s'imposer pour être reconnue comme artiste photographe.
Elle est connue pour ses photographies de la ville de New York, ainsi que pour ses photographies sur des thèmes scientifiques. Elle a également contribué à faire connaître les œuvres des photographes Eugène Atget et Lewis Hine.
Pour les besoins de la photographie scientifique, elle a créé, inventé de nouveaux procédés et appareils innovants.

## Biographie

### Jeunesse et formation
Bernice Abbott naît en 1898, à Springfield dans l'État de l'Ohio, elle est la cadette des quatre enfants, deux garçons (Earl Stanley, Frank) et deux filles (Berenice et Hazel) de Charles E. Abbott et de Alice Bunn. Ses parents divorcent peu de temps après sa naissance, Charles E. Abbott accusant son épouse d'adultère,,,,.
Elle nait dans une époque dans laquelle les femmes doivent accepter les règles qui leur sont imposées sans poser de questions, notamment en matière de convenances, d'éducation, de manière de s'habiller, de comportements dans la société,.
Avec Hazel, sa sœur ainée, elle est élevée par sa mère à Cincinnati, Columbus puis Cleveland dans l'État de l'Ohio. pendant cette période, elle ne voit pratiquement pas son père et vit séparée de ses frères qui vivent à leur père et qu'elle ne reverra jamais plus de sa vie,,,,.
En janvier 1917, après avoir achevé ses études secondaires à la Lincoln High School de Springfield, Bernice Abbott hésite sur ses choix professionnels pour finir d'envisager une carrière de journaliste. Détermination remise en question quand les États-Unis entrent en guerre en avril 1917. Entrée qui provoque des changements sociaux notamment quant aux rôles des femmes qui doivent prendre la place des hommes partis en guerre, rôles qui jusque là les cantonnaient à l'éducation des enfants et à la tenue du ménage.
Bernice Abbott comme d'autres femmes suit un mouvement qui permet aux femmes de fumer, boire, de s'amuser dans des lieux  publics. Elle pose ce qu'elle nomme son premier acte de rébellion, elle se coupe les cheveux à la garçonne, ce qui en ces temps est perçu comme un pied de nez aux convenances, c'est avec ce nouveau look qu'elle entre à l'université d'État de l'Ohio, pour suivre des cours de journalisme. Avec des condisciples Susan Jenkins et James Light, elle participe à la rédaction du magazine littéraire de l'université. Susan Jenkins et James Light décident de marier, Ce dernier étant embauché  comme directeur du théâtre, le Provincetown Playhouse (en) , lui sa jeune épouse déménagent pour aller vivre dans un grand appartement situé dans le quartier de Greenwich Village. Les Light invitent Bernice Abbott à venir les rejoindre et lui envoient l'argent nécessaire pour acheter un billet de train. Quand Bernice Abbott fait part à sa mère de son projet, cette dernière lui fait savoir qu'elle ferait mieux de rester pour faire un bon mariage, ce à quoi elle répond « c'est la dernière chose au monde que je veux faire ! ». Finalement en février 1918, elle prend le train pour New York pour rejoindre les Light,,,.

### New York

#### Le Provincetown Playhouse
Arrivée à New York elle se rend chez ses amis Susan Jenkins et James Light, quand ils lui ouvrent la porte quelqu'un est en train de lire à voix haute des poèmes de Edna St. Vincent Millay.
Bernice Abbott, gagne sa vie en travaillant comme serveuse, coloriste dans des salons de beauté, modèle pour des peintres et ponctuellement comme comédienne pour le théâtre Provincetown Playhouse, elle accepte des petits rôles issus des pièces rédigées par Eugene O'Neil afin de surmonter sa timidité,.
Pendant cette période, elle noue des relation d'amitié avec Sadakichi Hartmann et l'anarchiste Hippolyte Havel (en), qui pour vivre travaille comme cuisinier dans un restaurant. Lors d'une réunion entre amis ce dernier déclare qu'il considère Berenice Abbott comme sa sœur, elle est non seulement heureuse de l'apprendre mais c'est aussi pour elle une protection,.
Agnes Boulton (en), la dernière épouse d'Eugene O'Neil, donne le description suivante de Bernice Abbott « elle avait l'apparence d'une jeune femme mince, attirant le regard, mystérieuse, pâle et qui semblait avoir la tête ailleurs »
Poursuivant son projet de devenir journaliste elle s'inscrit à l'Université Columbia, mais lorsqu'elle visite le campus, elle est rebutée par la foule des étudiants tous paraissant affairés par on ne sait quoi. Très vite elle abandonne l'université.

#### La grippe espagnole
Lors d'une répétition d'une pièce d'Eugene O'Neil, Bernice Abott est frappée par la grippe espagnole ; gravement infectée, elle est hospitalisée au Saint Vincent's Catholic Medical Centers (en) de New York où elle reste plusieurs semaines entre la vie et la mort. Une fois remise, elle passe sa convalescence à Dobbs Ferry dans la banlieue de New York, chez son cousin Guy Morgan,,.
Définitivement remise elle retourne à New York pour reprendre ses activités de sculpture.

#### Marcel Duchamp et Man Ray

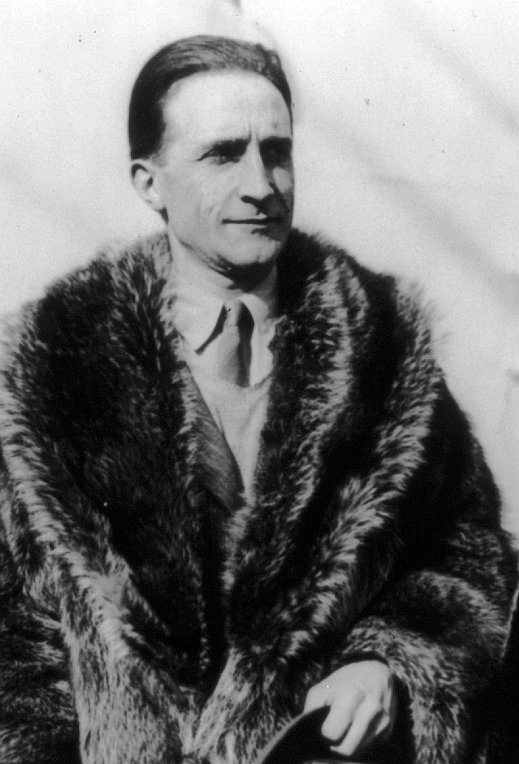
Photographie de Marcel Duchamp (1887-1968) prise en 1927.

Bernice Abbott loue un appartement de deuxpoèces, à proximité de la Sixième Avenue, l'une des pièces sert d'atelier de sculpture. Grâce à son attachement à la sculpture elle se fait des amis. Parmi ceux-ci, il y a le dadaïste Marcel Duchamp, ce dernier est connu entre autres pour avoir déclaré en janvier 1917 l'indépendance de la république du Greenwich Village. Marcel Duchamp étant un joueur d'échec de haut niveau, lorsqu'il rencontre Bernice Abbott, il lui commande un jeu de pièces d'échec et surtout lui fait rencontrer le peintre, réalisateur et photographe surréaliste Man Ray,. Man Ray et Marcel Duchamp ont fondé le magazine le New York Dada (en). Tous les trois deviennent des amis,,.
En 1921, Man Ray, souffrant de troubles dépressifs, décide de rentrer en France pour s'installer à Paris.

#### Elsa von Freytag-Loringhoven
Bernice Abbott cherche sa vocation. Période de lente maturation, elle étudie le dessin, le journalisme et la sculpture. Elle fait partie d'un groupe dont plusieurs vivent une vie de bohème, en rébellion contre les règles sociales, ils la décrivent comme étant timide et sur la défensive,,.
Elle fait la connaissance de la baronne Elsa von Freytag-Loringhoven, surnommée "la Lady qui s'habille de façon virile" ou qui est simplement appelée la "Baronne". Cette dernière est la veuve d'un homme d'affaires allemand qui s'était installé à New York pendant 20 ans. Depuis la mort de son époux elle se fait connaître par ses tenues excentriques et la publication de poèmes au sein de la revue littéraire, The Little Review. La baronne est appréciée parmi les dadaïstes, c'est amie de Man Ray et Marcel Duchamp. Comme d'autres jeunes artistes Bernice Abbott demande à la baronne ce qu'elle doit faire si elle veut percer dans la sculpture. Elle lui conseille de se rendre à Paris comme l'ont fait de nombreux artistes américaines depuis la fin de la guerre, cela lui permettra de suivre des cours auprès de Bourdelle et Brancusi,.

### Séjour à Paris
Bernice Abbott suit le conseil de Elsa von Freytag-Loringhoven, le 21 mars 1921, elle embarque à bord du Rochambeau pour la France avec quelques dollars en poche,,,,.
Une fois arrivée au port du Havre, elle prend le train pour Paris, là, elle contacte André Gide pour lui remettre une lettre de recommandation de la baronne Elsa von Freytag-Loringhoven.
Les premiers mois sont financièrement difficiles, pour gagner sa vie elle pose comme modèle pour des peintres et sculpteurs, notamment pour John Storrs (sculptor) (en), donne des cours de danses américaines et occasionnellement vend ses propres sculptures.
Bernice Abbott désire prendre des cours de sculpture auprès d'Antoine Bourdelle,, mais ceux-ci sont trop coûteux aussi s'inscrit-elle à ses cours de dessin.
Elle suit également des cours dans l'atelier de Constantin Brancusi et fréquente l'académie de la Grande Chaumière.
Ses amis américains et britanniques lui font découvrir la vie artistique de la rive gauche, plus spécialement le quartier du Montparnasse  où elle rencontre à nouveau  Marcel Duchamp, Man Ray et d'autres artistes habitant le quartier comme Francis Picabia, Fernand Léger, Jean Cocteau, Ezra Pound. Elle passe ses soirées aux restaurants tels celui de La Rotonde ou du Le Select lieux de rendez-vous de nombreux artistes.

### Séjour à Berlin
Durant l'hiver 1921, plusieurs amis de Bernice Abbott décident de se rendre à Berlin, tels Djuna Barnes, Thelma Wood  et Marsden Hartley. Ayant appris l'allemand durant ses études secondaires, elle pense que cela facilitera son séjour berlinois. Quand elle arrive, l'Allemagne est frappée par une inflation galopante, Les quelques dollars que possède  Berenice Abbott deviennent une véritable fortune. Les Allemands  se mettent à penser que tous les américains sont riches, situation qui met mal à l'aise Berenice Abbott qui décide alors de retourner à Paris.
Cela dit, avant son départ, elle a pu suivre des cours à la Kunstschule (de).

### Retour à Paris
Après quelques mésaventures durant son voyage par le train, Bernice Abbott arrive à Paris sans un sou en poche.

#### Man Ray

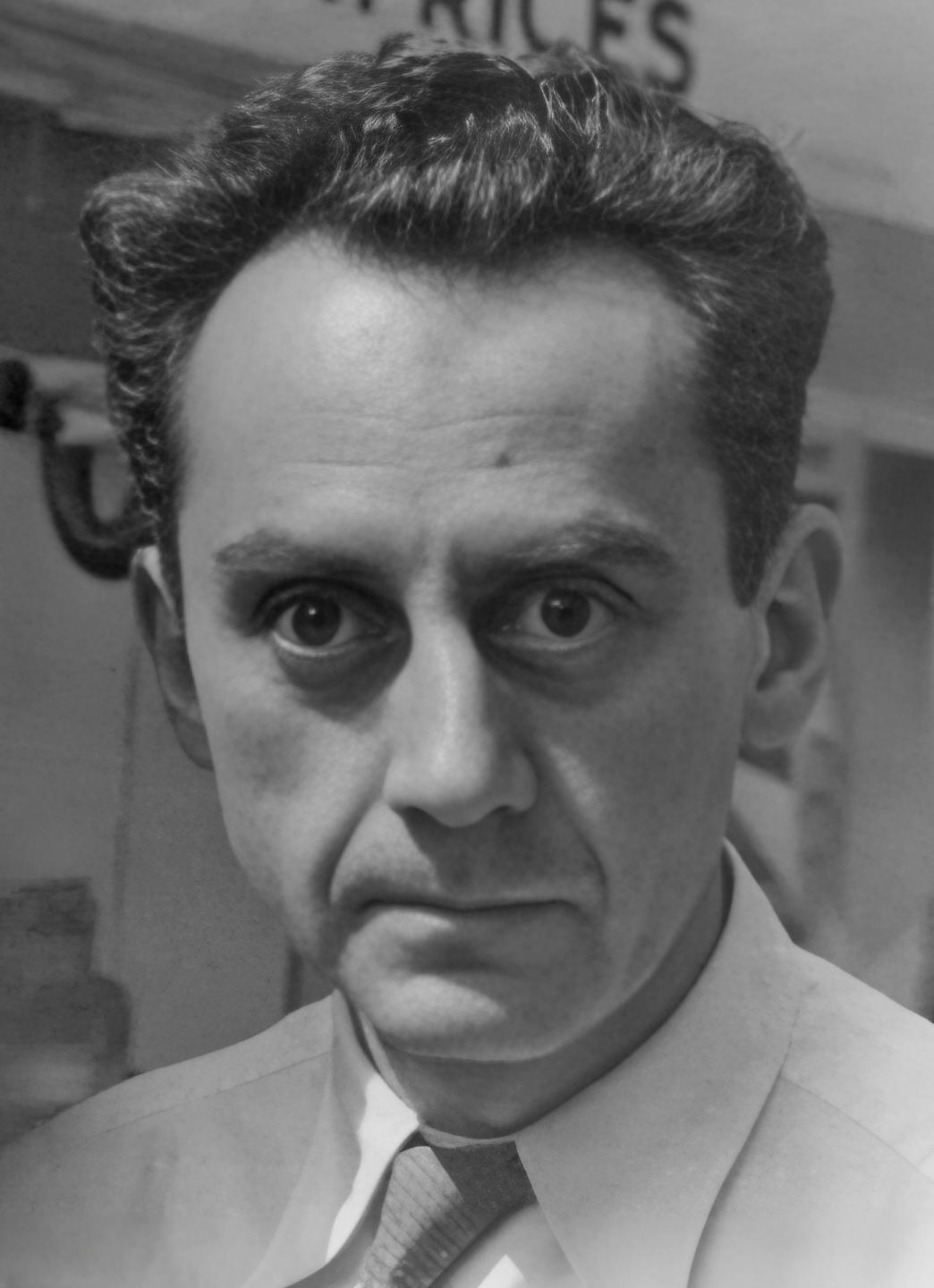
Portrait de Man Ray datant de 1934.

Un soir alors qu'elle se rend au Bœuf sur le toit, Man Ray lui demande si elle serait d'accord pour remplacer son assistante qui vient de le quitter, si elle accepte il lui versera un salaire de 15 francs (soit l'équivalent de 3 dollars de l'époque). Elle accepte la proposition qui va la sortir de la précarité. Dès qu'elle commence, Man Ray lui apprend les techniques du tirage en laboratoire pour lesquelles elle se montre douée,,,,. Elle pose également nue pour lui.
Au bout d'une année, Man Ray lui prête un appareil photo de type Brownie, qui lui permet de prendre clichés de son choix. Elle commence par photographier ses amis puis des personnalités comme André Gide, Jean Cocteau, Marie Laurencin ou Janet Flanner correspondante à Paris du magazine The New Yorker,.

#### Bernice devient Berenice
Selon son biographe, George Sullivan, c'est Jean Cocteau  qui lui aurait suggéré de transformer son prénom de Bernice en Berenice, suggestion qui lui plait et dorénavant elle s'appellera Berenice Abbott.

#### La brouille
Les portraits qu'elle fait de ses amis plaisent et elle réussit à en tirer quelques revenus. Quand la vente de ses photographies dépasse celle de Man Ray, ce dernier en prend ombrage. Lorsque Peggy Guggenheim demande un rendez-vous auprès de Berenice Abbott plutôt qu'avec lui, il ne peut le supporter, c'est la fin de leur collaboration, elle doit partir et trouver un emplacement pour se loger et installer son studio, laisser le matériel photographique qu'il lui a prêté,,,.

#### Studio rue du bac

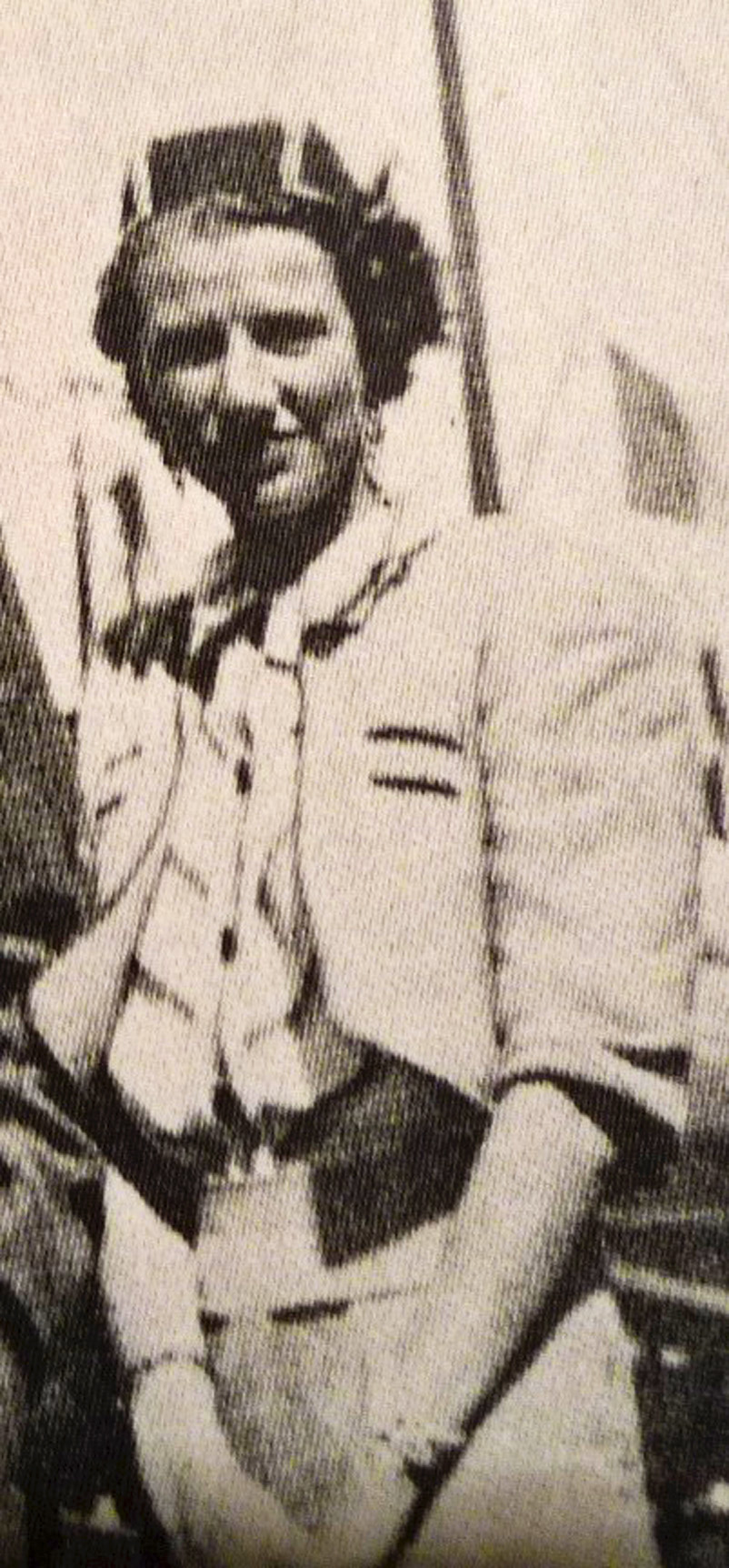
Portrait photographique de Peggy Guggenheim, pris en 1937

Cette année de 1926, Peggy Guggenheim, Robert McAlmon et son épouse Winnifred Bryher prêtent de l'argent à Berenice Abbott pour qu'elle puisse s'acheter son propre appareil photographique, un agrandisseur pour le format 4 x 5 et louer une chambre noire avec le matériel nécessaire pour faire des tirages noir et blanc. Matériel qui lui permet d'ouvrir son propre studio au 44, rue du Bac,,,. 

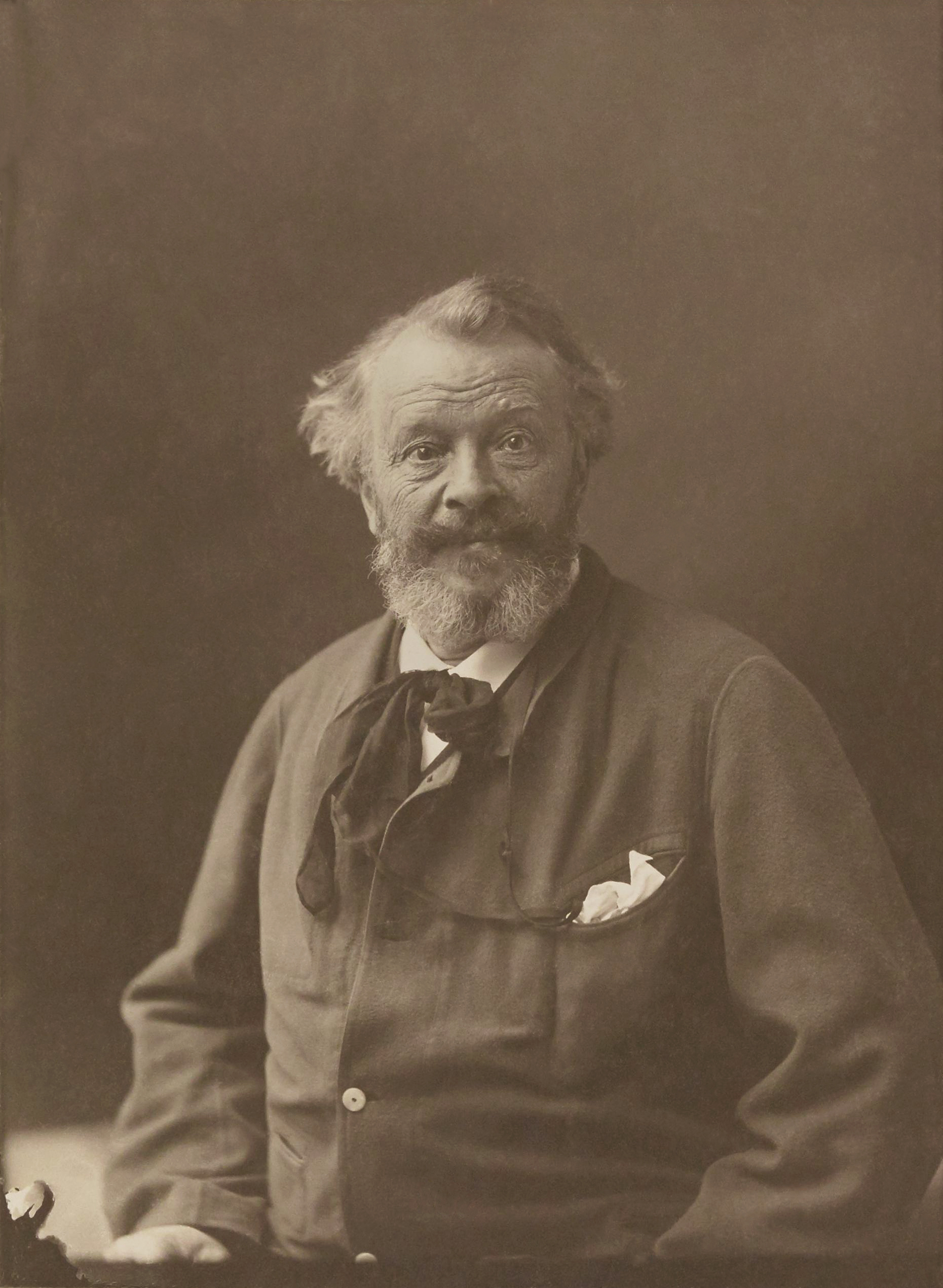
Autoportrait de Felix Nadar.

Son style photographique se démarque de celui de Man Ray, dont elle dit « il n'y a rien dire quand il photographie des hommes, en revanche il photographie les femmes comme de jolis objets »,,,. Plus tard, elle précise « il ne les laisse jamais apparaître comme ayant une énergie venant d'elles-mêmes ». Cela contrairement aux portraits photographiques de Berenice Abbott, soucieuse de mettre en avant la personnalité de la personne photographiée notamment par ses expressions faciales. Style qui vient de Nadar qui la fortement influencée.

#### Première exposition
Le 8 juin 1926, se tient sa première exposition à la Galerie au Sacre du Printemps de Jan Slivinsky , qui a pour titre "Portraits photographiques", exposition qui dure deux semaines. Parmi les portraits de personnalités figurent, entre autres, ceux de Jean Cocteau, James Joyce, Sylvia Beach, André Tardieu, Djuna Barnes, Alexander Berkman, Marie Laurencin, André Gide. L'exposition bénéficie d'une critique positive du New York Herald of Paris. Jean Cocteau écrit le carton d'invitation, dans lequel il attire l'attention du public sur la manière d'utiliser le noir et blanc de Berenice Abbott,.
Sa carrière de photographe professionnelle est lancée, ses revenus augmentent et la revue Vogue publie plusieurs de ses portraits photographiques,,.

#### Eugène Atget

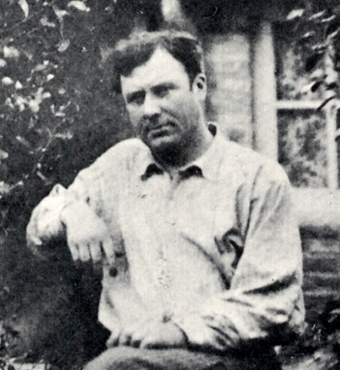
Portrait photographique d'Eugène Atget.

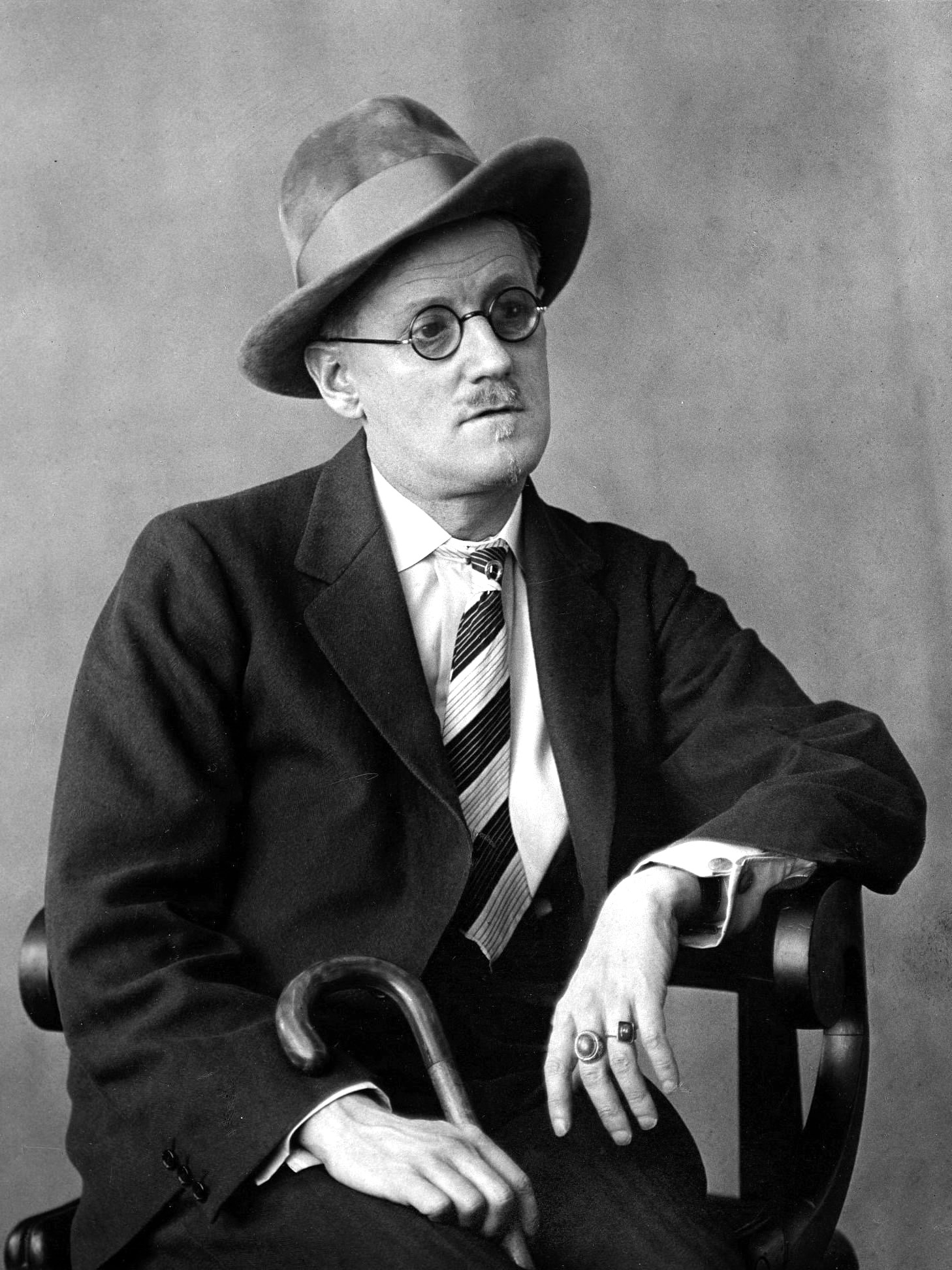
James Joyce photographié par Berenice Abbott

En 1925, Man Ray, montre à Berenice Abbott plusieurs photographies ayant pour sujet la vie quotidienne parisienne et l'architecture parisienne, toutes prises par Eugène Atget, elle est éblouie. Ces photographies la fait accéder à un monde qu'elle ne soupçonnait pas. Elle lui rend visite à son appartement de la rue Campagne Première, alors qu'il est malade et âgé de soixante-dix ans, il se fait un plaisir à lui montrer divers albums de photos ayant des thèmes parisiens divers : les parcs, les vitrines des magasins, des rues désertes, des cafés, des ponts, des cours, des vendeurs de rues,,,,.
Lors de cette visite, Berenice Abbott saisit la modernité de ses travaux photographiques et lui achète quelques clichés et encourage ses amis à faire de même,.
En 1927, elle lui demande si elle peut le photographier. Elle prend trois photos, l'une d'elle est émouvante, Eugène Atget ayant désormais un profil voûté et une apparence bien fragile. Quand elle vient lui présenter ses photos, il est trop tard. Le photographe dont elle admirait tant l'œuvre était mort peu après la séance,.
Elle profite de sa bonne situation financière pour acheter toutes les archives laissées à l'abandon d'Atget, notamment deux mille épreuves et négatifs à André Calmettes. Elle ne cesse de défendre son œuvre par des livres et des expositions, et c'est un déchirement quand, plus tard, elle est contrainte de vendre 50 % des droits au galeriste Julien Levy. De par les articles et les livres qu'elle a publié sur le travail d'Atget, Berenice Abbott a contribué à faire connaître son œuvre. 

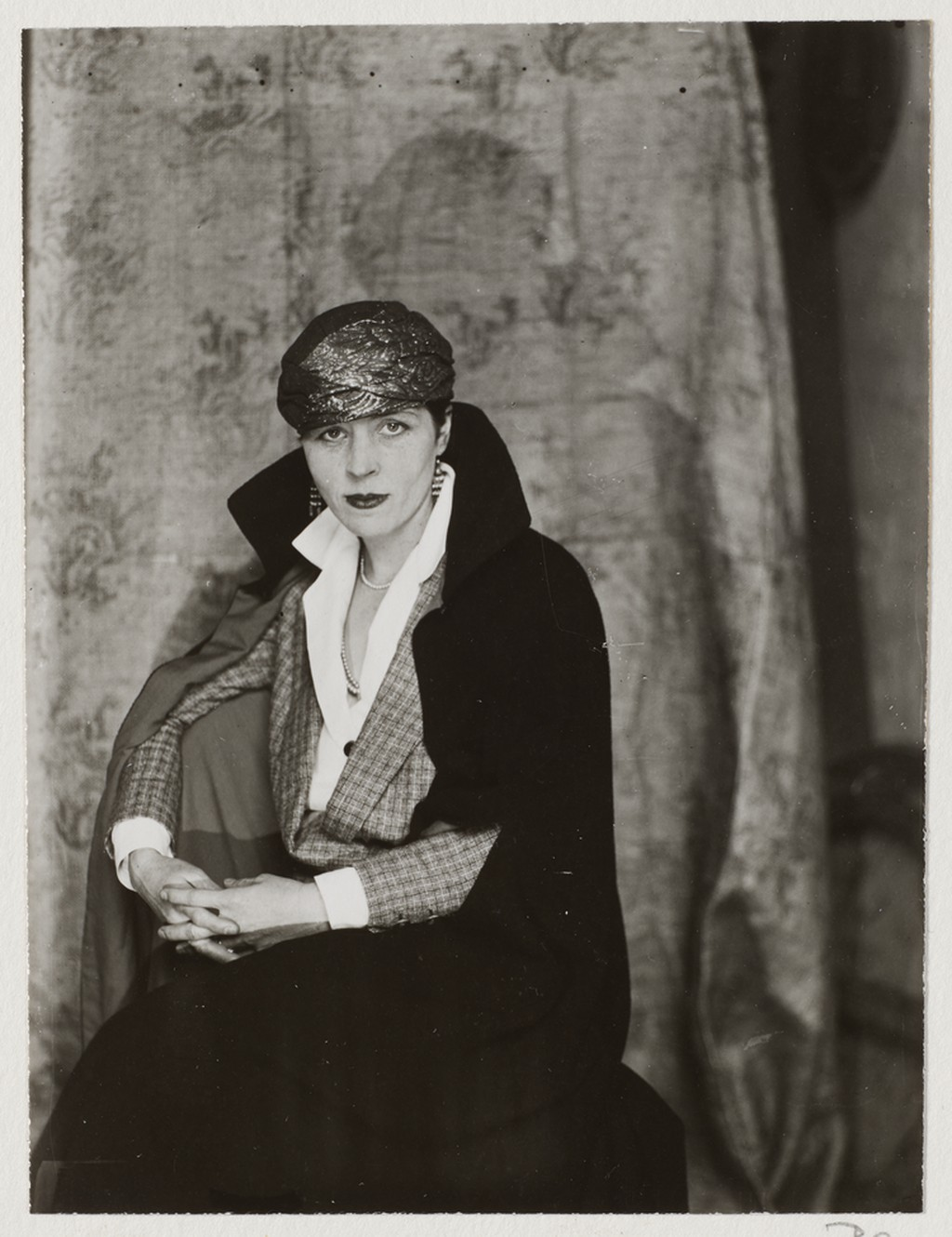
Portrait photographique de Djuna Barnes pris par Berenice Abbott

Il est maintenant admis qu'Eugène Atget a eu une forte influence sur de nombreux photographes  notamment Walker Evans.

#### La renommée
En janvier 1928, Berenice Abbott emménage au 18 rue Servandoni. La renommée de Berenice Abbott, n'est plus à faire, de nombreuses célébrités parisiennes et américaines vivant à Paris, viennent à son studio pour se faire photographiées par elles, comme Dès lors de nombreuses personnalités y viennent pour se faire photographier comme André Gide, Jean Cocteau, James Joyce, Marie Laurencin, Pierre de Massot, André Maurois, Djuna Barnes, Edna St. Vincent Millay, A'Lelia Walker,,,, Claude McKay, Max Ernst, Thelma Wood, Gwen Le Gallienne, Dorothy Whitney et Peggy Guggenheim   La princesse Murat est photographiée en train de fumer, Sylvia Beach, drapée dans un ciré, le poing sur la hanche et Janet Flanner en habit d'Oncle Sam, James Joyce est photographié assis, coiffé d'un chapeau et tenant une canne à la main,,.

#### Le salon des photographes indépendants
En 1928, une douzaine de portraits photographiques de Berenice Abbott est remarquée au premier salon des photographes indépendants qui se tient à Paris, salon organisé, entre autres, par Lucien Vogel, René Clair et Florent Fels. Elle est  invitée pour parler de son œuvre aux cotés de André Kertész, un photographe hongrois naturalisé américain. Un des critiques présent écrit que « Berenice Abbott sait à la perfection comment mettre en avant les émotions des personnes photographiées conformément à leurs propres agissements. ». Plusieurs, magazines et agences photographiques lui achètent ses portraits. Profitant de sa situation financière plus que confortable, Berenice Abbott songe à retourner aux États-Unis, malgré les avis négatifs de ses amis, elle sent poussée par une force irrésistible pour retourner au pays dans lequel elle a vu le jour. Ayant quitté les États-Unis depuis plus de huit ans elle lit America Comes of Age par André Siegfried pour mettre à jour ses connaissances. 

### Retour à New York
En janvier1929, Berenice Abbott munie des épreuves et négatifs d'Atget, monte à bord du paquebot Homeric pour joindre les États-Unis, et s'installe à New York. 

#### Habiter à New York
La première difficulté qu'elle rencontre est le coût de la vie newyorkaise et donc la difficulté à louer un studio, d'autant qu'elle est inconnue. La crise de 1929 et la Grande Dépression qui suit réduisent considérablement ses revenus,.
Cela dit, elle parvient à louer un appartement à l'Hotel des Artistes (en) à proximité de Central Park, et un studio dans le quartier de Greenwich Village dans lequel elle vit pendant une trentaine d'années.

#### Photographier Manhattan
De février 1929 à  mars 1929,  Berenice Abbott sillonne Manhattan du nord au sud et de l'est à l'ouest son appareil photo à la main, dans l'espoir qu'elle puisse vendre quelques uns de ses clichés à des clients parisiens.

#### Premières ventes à des magazines et revues
Elle parvient également à ce que des revues américaines comme Vanity Fair, Saturday Review (U.S. magazine) (en), The Saturday Evening Post, Fortune, The Theatre Guild Magazine acceptent d'acheter et de publier ses photos,.
C'est pendant son travail pour la revue Fortune, qu'elle y fait la connaissance de la photographe Margaret Bourke-White qui vient de commencer sa carrière.

#### Le jazz
Berenice Abbott découvre le jazz grâce à un ami qui l'emmène au Savoy Ballroom, dans le quartier de Harlem, écouter le bigband de Chick Webb. Elle demande la permission de pouvoir prendre des photos, la permission obtenue, elle retourne au Savoy prendre des photos, qui sont probablement premières photographies d'un bigband en train de jouer.

#### Les pictorialistes

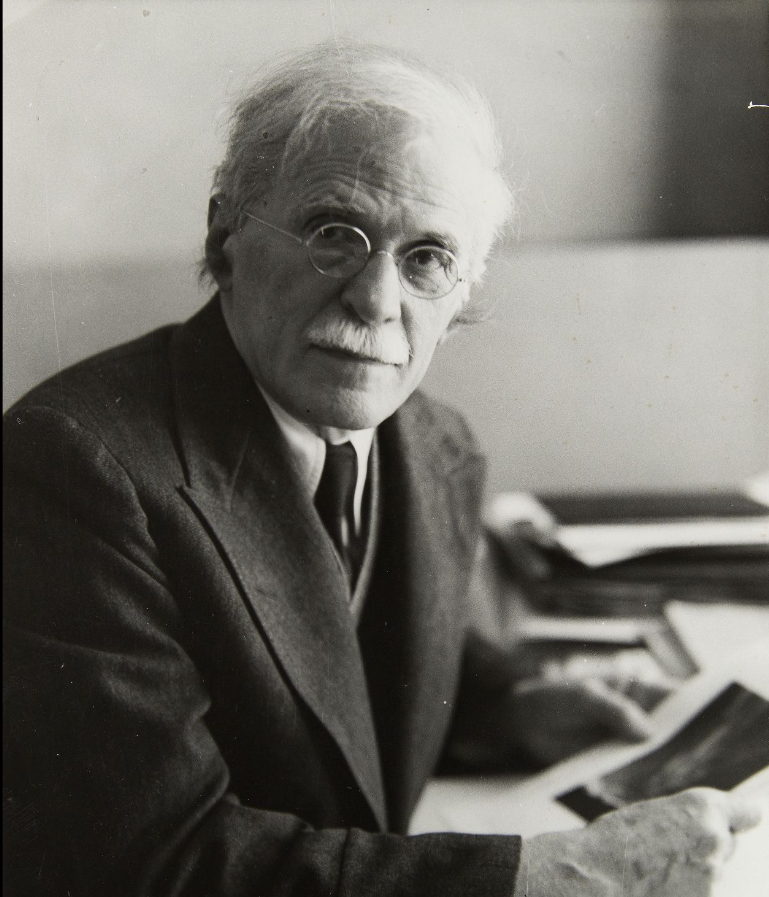
Portrait photographique d'Alfred Stieglitz pris en 1939.

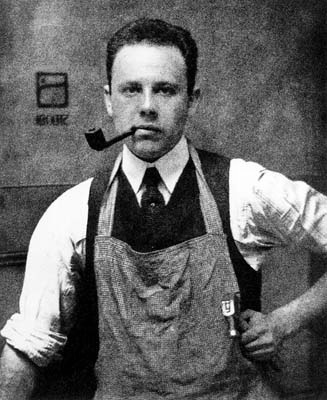
Portrait photographique de Paul Strand pris par Alfred Stieglitz.

Mais la vie à New York n'est pas aussi aisée qu'elle le pensait et sa renommée parisienne ne lui sert à rien en Amérique où la concurrence entre photographes est plus rude qu'ailleurs. Berenice Abbott n'appartient pas au cercle des admirateurs d'Alfred Stieglitz et de Paul Strand qui dominent alors le microcosme photographique imposant le modèle pictorialiste,. 
Ne connaissant pas le travail d'Alfred Stieglitz ni celui de Paul Strand, elle souhaite les rencontrer pour envisager une exposition consacrée à Eugène Atget. La rencontre se fait lors d'une exposition de Paul Strand, où est également présent Alfred Stieglitz. Les deux donnent avis négatif aussi bien quant aux clichés d'Eugène Atget que ceux de Berenice Abbott qui les jugent comme étant des déchets et bannissent Berenice Abbott du monde  photographique,. 
À la suite de cette rencontre, Berenice Abbott tient les pictorialistes comme un obstacle au développement de la photographie américaine, leurs oeuvres sont certes de qualité, mais destinées qu'à une élite.  Cet éloignement des pictorialistes, la met dans une position marginale vis à vis du monde des photographes, situation qu'elle accepte,. 

#### Publier Eugène Atget
Elle espère trouver un éditeur qui voudrait bien publier un livre consacré à Eugène Atget, elle a déjà l'accord de l'éditeur français Henri Paul Jonquières qui le fera à condition qu'une un éditeur américain le fasse. Après de longues tractations avec Alfred A. Knopf, à la fin de l'année 1929, elle rencontre par l'intermédiaire de Julien Levy, l'éditeur Erhard Weyhe propriétaire de la Weyhe Gallery (en). Ce dernier accepte de publier un livre consacré à Eugène Atget en mars 1930, suivi de la publication de Arget : photographer of Paris tiré à mille exemplaires.  

#### Photographier New York

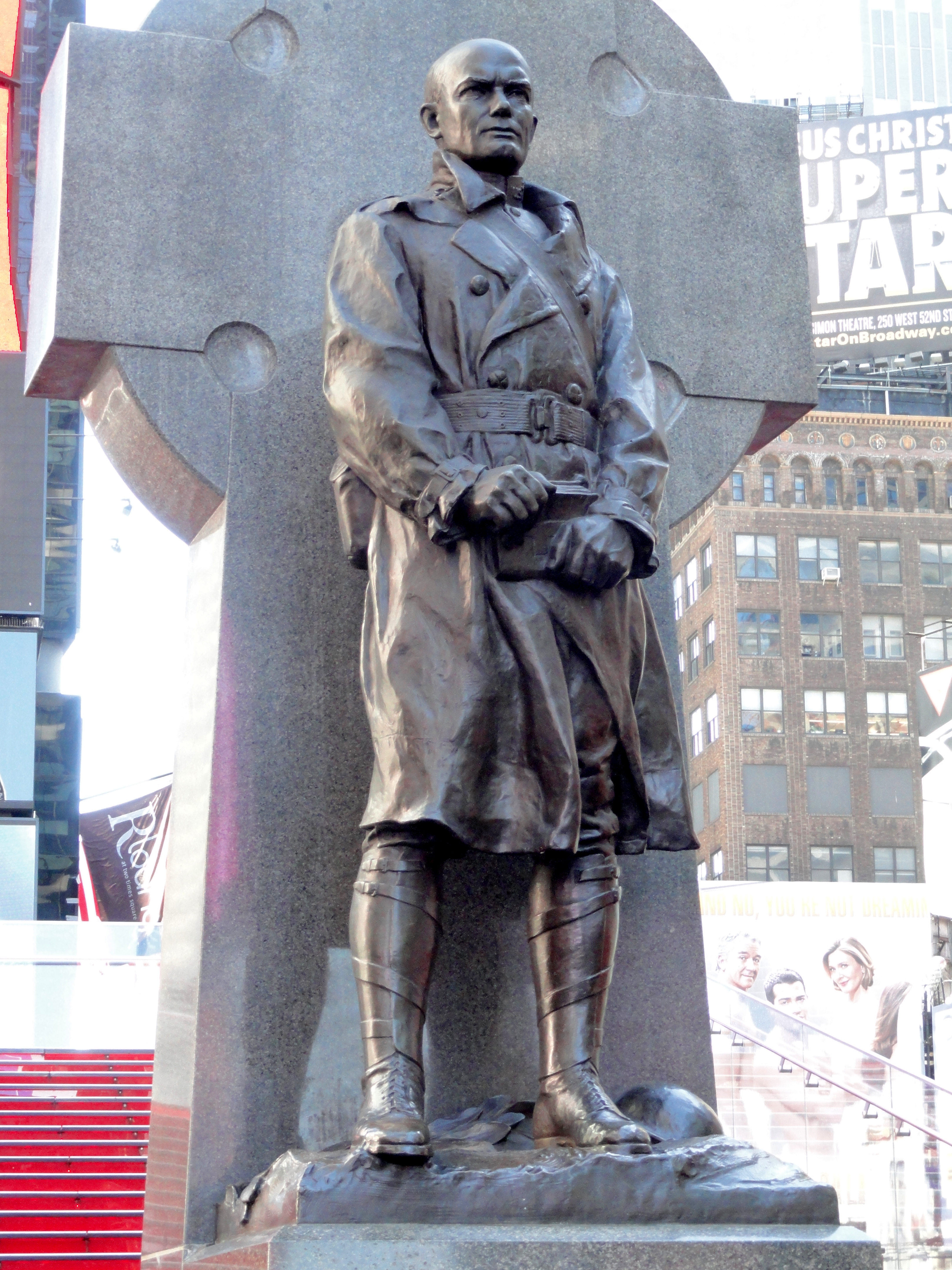
Statue de Francis Patrick Duffy.

Durant l'année 1930, Berenice Abbott prend ses premières photographies de New York qui sont publiées en mai 1930 par la revue Architectural Record (en), clichés pris par un appareil photo Century Universal Camera, doté d'une lentille grand angle Goerz Dagor, sans avoir pris de cour particulier ce qui lui permet de créer sa propre technique. L'une de ses premières photographies prise avec sa Century Universal Camera est celle de la statue du prêtre Francis Patrick Duffy. Lors de ses prises de vue, Berenice Abbott porte des pantalons de ski ce qui suscite des quolibets, elle est traitée de « putain », des chauffeurs routiers la hèle, mais elle n'y prend gare, elle fait selon ses dires « comme s'ils n'étaient pas là ». 

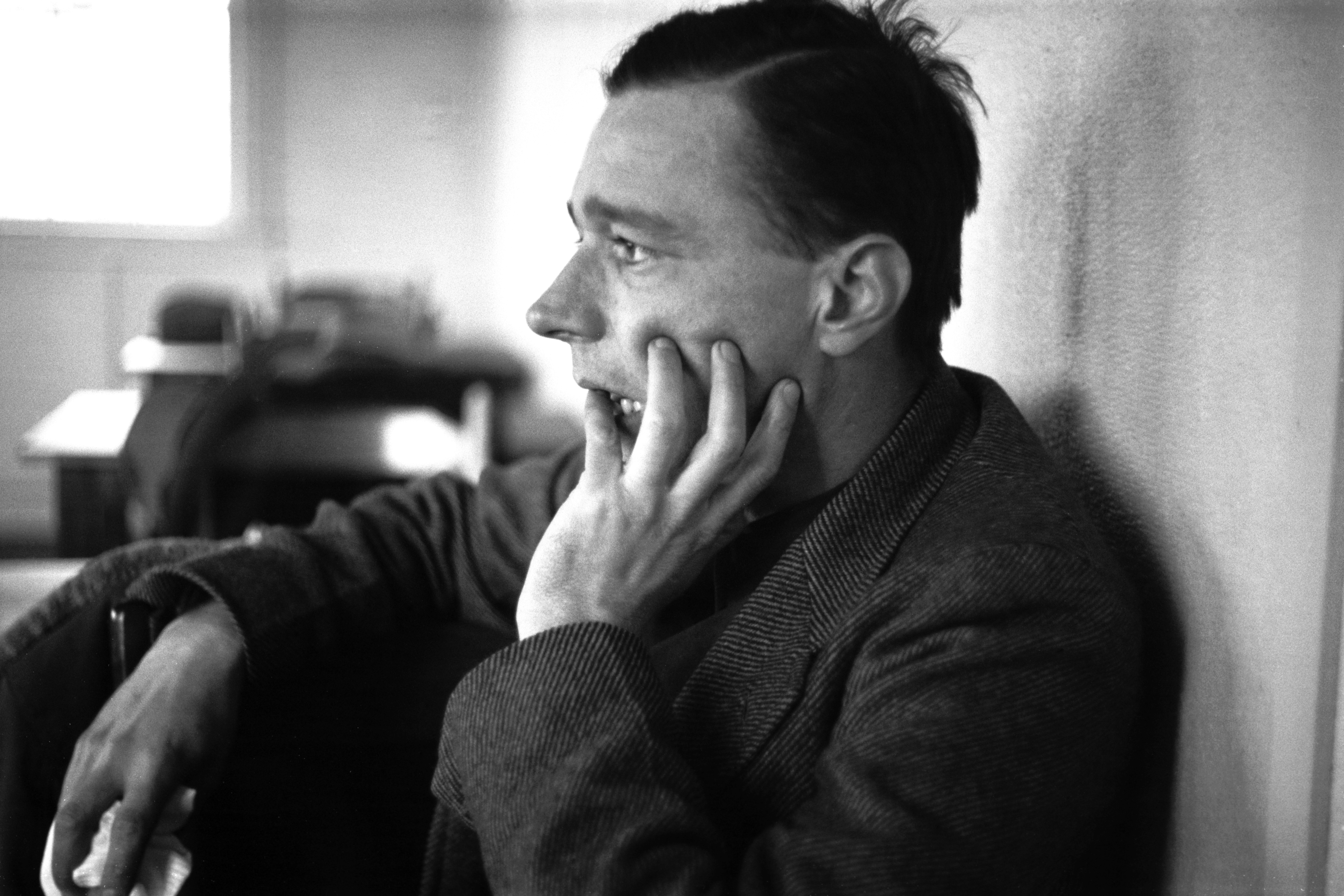
Portrait photographique de Walker Evans pris en 1937.

Berenice Abbott rencontre le photographe Walker Evans peu après son retour aux États-Unis, qui lui aussi photographie New York et les deux partagent un style qui les rapprochent et les deux ont en horreur le style des pictorialistes qu'ils jugent désastreux. Elle en profite pour lui montrer les clichés d'Eugène Atget, qui ont également influencé Walker Evans. 

#### Le projetChanging New York
Dans un premier temps, Berenice Abbott dépose une demande de financement pour son exposition auprès de la Fondation Guggenheim qui la rejette.
En  novembre1931 Berenice Abbott contacte le musée de la ville de New York pour qu'il puisse établir une exposition de ses photographies  de New York, en vain parce que son directeur Harding Scholle lui répond qu'il n'a pas les fonds nécessaires pour cela. Alors, en 1932, elle présente son projet qu'elle nomme Changing New York à la New-York Historical Society, avec l'argument « le vieux New York est en train de disparaitre à vue d'œil ! », mais son plaidoyer tombe dans des oreilles de sourds. Alors elle photographie à tout va ce qui reste du vieux New York avant qu'il ne soit trop tard. Elle invite la responsable du secteur "photographie" du musée de la ville de New York, Romana Javitz (en) pour lui présenter ses clichés, elle est conquise et lui achète plusieurs photos pour cinq à dix dollars (soit l'équivalent de sommes entre 100$ et 200$ en 2025) chacune ce qui lui permet de pouvoir envisager financièrement l'avenir de façon sereine.
Cela dit en 1933, Harding Scholle et l'architecte Philip Johnson, occupant le poste de président du département architecture du Museum of Modern Art soutiennent officiellement le projet de Berenice Abbott et lancent une collecte de fond auprès de leurs donateurs mais sans succès.

#### Documentaire architectural
En juillet 1933, face à cette impasse, elle est heureuse que Henry-Russell Hitchcock, un historien de l'architecture lui propose de participer à un projet documentant les bâtiments construits par l'architecte Henry Hobson Richardson de Boston à Savannah en passant par New York, érigés avant la guerre de sécession,,.
Tous les deux prennent la route selon un itinéraire préparé par Henry-Russell Hitchcock, ils commencent par prendre la route de Boston pour ensuite se rendre à Buffalo puis Savannah en faisant des étapes à Philadelphie, Baltimore, Charleston et autres villes. À chaque étape, Berenice Abbott prend des photos qui lui fait voir les différences entre le villes et valorisent le dynamisme de New York et de Boston. 

#### FinancerChanging New York
En 1934, le musée de la ville de New York expose 41 clichés de Berenice Abbott, en octobre 1934, Elizabeth McCausland publie une recension favorable dans les colonne du Springfield Republican, cette critique d'art devient une championne inconditionnelle de Berenice Abbott. Elles se rencontrent en 1935 et nouent une amitié qui durera 30 ans,. 
Au début de l'année 1935, Marchal Landgren de la commission des arts de l'État de New York, propose que Berenice Abbot postule auprès du Federal Art Project pour obtenir une souscription pour son projet Changing New York.
Ce que fait Berenice Abbott, au mois de février 1935, elle donne un argumentaire de 3 pages à Audrey McMahon (en), la directrice régionale du  Federal Art Project, argumentaire accompagné de lettres de soutien rédigées par Harding Scholle et par Isaac Newton Phelps Stokes (en).

#### Documentaire sur le Sud profond

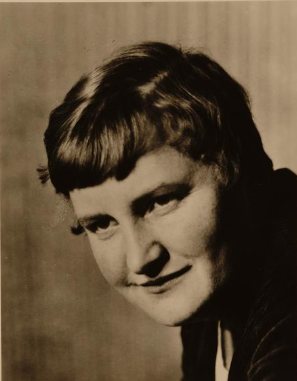
Portrait photographique d'Elizabeth McCausland, daté de 1935.

L'été 1935 vient et Berenice Abbott n'a toujours pas de réponse concernant son exposition, alors elle part avec Elizabeth McCausland, elles prennent la route pour parcourir le Sud profond en empruntant l'U.S. Route 1 du Maine jusqu'à la Floride, en passant Saint Louis en ayant  à l'esprit le travail du photographe Roy Stryker pour la Farm Security Administration. Elle prend environ 400 clichés qui ont pour sujet la pauvreté des habitants consécutive à la Grande dépression et la disparition progressive des petites villes longées par l'autoroute et autour du barrage Norris, plusieurs de ces photographies sont publiées par le New York Times. mais elle ne trouve aucun éditeur pour publier l'intégralité de ses photos commentées par Elizabeth McCausland,,.

#### L'approbation deChanging New York
En septembre 1935,  le Federal Art Project approuve le projet de l'exposition et lui verse un salaire mensuel d'un montant de 145$, Ce revenu lui permet de louer une camionnette et son chauffeur pour transporter son matériel de prises de vues, une chambre noire et une assistante pour référencer ses différents clichés. En 1936, le Federal Art Project lui alloue une automobile Ford 1932 dotée d'un coffre suffisamment grand  pour transporter son matériel,. 
En même temps, le musée de la ville de New York accepte de sponsoriser et d'officialiser le projet de Berenice Abbott et s'engage à lui fournir tout le matériel photographique dont elle aura besoin,. 
Berenice Abbott, se lance alors, faisant fi des multiples obstacles, elle parvient en négociant avec les syndics des immeubles pour installer son appareil photo sur les toits. Bien qu'étant sujette au vertige, elle n'hésite pas à prendre des photos du haut des gratte-ciels, provoquant des menaces et des poursuites par les policiers. Elle commence par photographier Manhattan et ses environs, puis Brooklyn, le Bronx et pour finir  le Queens et Staten Island.  
Parmi ses photos remarquables, il y a celles des lignes du métro aérien de la seconde et troisième avenue  et celle du Horn & Hardart automat menu.  
Les premières publications de ses photographies suscitent l'admiration des photographes, des articles de revues spécialisées comme The Camera (American magazine) (en), Popular Photography Magazine ou Coronet (magazine) (en) et Life publient de nombreux clichés de Berenice Abbott,,   
En décembre 1937,  le musée de la ville de New York expose 110 clichés de son portfolio Changing New York, les recensions sont élogieuses, Carl Van Vechten écrit « je viens de voir vos photographies de New York hier, je n'ai pont besoin de vous dire combien elles sont toutes ô combien magnifiques, impeccables, je me dois de vous le dire vous êtes le maître ou plutôt la maître des photographes actuellement vivants ! »,.   
Après négociations, Berenice Abbot autorise la maison d'édition new-yorkaise E. P. Dutton de publier en 1939, un livre titré Changing New York  incluant 110 de ses photos, sous titrées par Elizabeth McCausland.   
Lors de sa parution, Beaumont Newhall, un universitaire spécialiste de la photographie écrit : « Changing New York est le meilleur de ce qu'on peut faire en matière  de documentaire photographique ».   

#### L'expositionChanging New York
Changing New York,,aboutit en 1939 à une exposition au musée de la ville de New York. Au sujet de cette exposition elle écrit : « Dresser le portrait d'une ville est l'œuvre d'une vie, et aucun portrait ne peut suffire, car la ville est en perpétuelle mutation. Tout en elle fait partie intégrante de son histoire. Son corps physique, fait de briques, de pierres, d'acier, de verre, de bois, est irrigué par sa sève, composée d'hommes et de femmes qui respirent et vivent. ». 

#### La New School for Social Research
En 1935, Berenice Abbott obtient un poste d'enseignement de la photographie à la New School for Social Research ce qui lui assure un revenu fixe. Elle anime des ateliers l'un à destination des étudiants de première année et l'autre pour des étudiants confirmés. Elle donnera des cours jusqu'en 1958.
Des contenus de ses cours sont publiés en 1941  sous le titre de A Guide to Better Photography, dans un des chapitres A Point in View, elle expose sa critique des pictorialistes qui sont davantage soucieux de faire de belles photographies en utilisant tous les techniques de retouches possibles plutôt que de montrer ce qui est face de l'objectif. C'est l'occasion pour elle de répéter que, selon elle : « la photographie a pour but de communiquer la réalité de la vie, les faits présents autour de nous. ».

### La photographie scientifique
À partir de 1939, Berenice Abbott s'intéresse à la photographie scientifique, notamment dans les domaines de la biologie, de la chimie et de la physique mais aussi ceux de la technologie et de l'industrie, car elle est convaincue que la période actuelle a besoin de comprendre la science et ses enjeux, notamment pour le profane,,.
Elle explique son attrait pour la photographie scientifique dans une lettre adressée à un de ses proches Charles C. Adams, un zoologiste, directeur du New York State Museum, lettre dans laquelle elle exprime son souhait de faire un pont entre la science et le profane. Elle commence ce type de travail pour le magazine Life, où dans son numéro de juin 1939, elle fait des commentaires autour de photographies illustrant la recherche agronomique.
Elle déclare : « Nous vivons dans un monde façonné par la science... mais nous ne comprenons pas ou n'apprécions pas les connaissances qui contrôlent ainsi la vie quotidienne », elle pense que la photographie peut être un moyen de compréhension pour les personnes qui le veulent. Nourrie par cette nouvelle conviction, elle se lance dans ce nouveau défi où  « elle se vit comme une puce attaquant un géant »,.

#### Se former

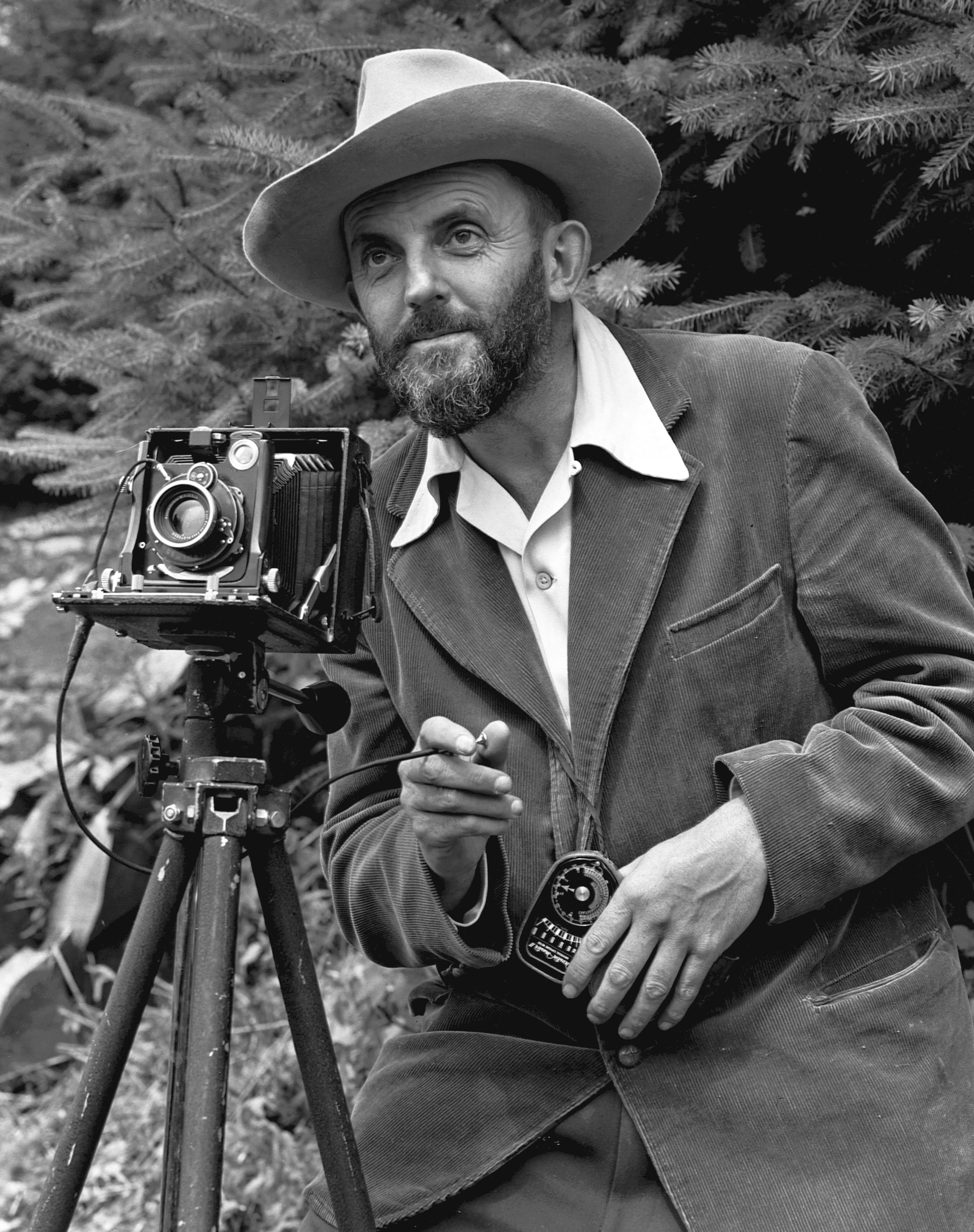
Portrait photographique de Ansel Adams.

Pour parfaire ses connaissance, elle achète des manuels de sciences physiques, d'électricité et suit des cours de chimie à l'université de New York,. Cela dit, elle a beaucoup  de mal à faire accepter les enjeux de son défi. Pendant deux elle travaille sur la lumière et comment l'utiliser avec les appareils photos. En 1942, Berenice Abbott lors d'une interview pour le Popular Photography Magazine déclare « mon nouveau procédé est en phase d'évaluation avant de pouvoir le valider ». Pour cela, elle a fabriqué son propre appareil photo qu'elle a baptisé « Supersight camera » qui peut photographier des insectes, des brins d'herbes, des bouillons de culture de pénicilline avec une précision jamais atteinte auparavant. Ses travaux de recherche sont publiés en 1941 sous le titre de A Guide to Better Photography, il s'agit d'un des premiers livres exposant la conception d'un photographe, il a pour prédécesseur Making a Photograph par Ansel Adams publié en 1935. La publication de ses clichés lui permet d'être embauchée en 1944 comme responsable des photographies pour le magazine Science Illustrated , mais au bout d'un an les nouveaux propriétaires changent la ligne éditoriale ce qui entraine la démission de Berenice Abbott,,,.

#### Les rebuffades d'Edward Steichen
Quand l'éditeur de Berenice Abbott contacte le Museum of Modern Art pour qu'il accepte d'exposer des photographies photographique, son nouveau directeur du département de la photographie Edward Steichen oppose un non tranchant, estimant qu'il s'agit de clichés ordinaires, sans importance aucune.
Il faut préciser que Edward Steichen est un pictorialiste. Quand il organise une exposition dédiée au femmes photographes, y figurent des clichés de Margaret Bourke-White, Dorothea Lange, Lisette Model, Esther Bubley, Helen Levitt et d'Imogen Cunningham mais pas un seul de Berenice Abbott, elle se sent marginalisée, situation qu'elle n'apprécie guère.

#### The House of Photography
En 1947, avec le galeriste Hudson Walker et Muriel Rukeyser (en) elle fonde la House of Photography, dans le Maine. Dans ce musée  en plus de clichés de Berenice Abbott, il y a ses brevets, les divers prototypes des appareils qu'elle a créés.   
Entre 1951 et 1953, Berenice Abbott travaille sur les procédés de distorsion des clichés, pour optimiser les résultats, elle engage Robert Farkas, mais il tombe malade, elle fait alors appel à Alexander Kostellow (en) qui dirige le département du design industriel au de l'institut Pratt de New York. Lors de leur rencontre Alexander Kostellow est intéressé par la travail de Berenice Abbott et mobilise son réseau pour l'aider, entreprise qui prend fin en 1954 avec la mort d'Alexander Kostellow.   
Elle prend un rendez-vous avec Edwin H. Land, le directeur de la Polaroid Corporation, et courant 1955 elle fait la présentation de son appareil et de ses clichés, mais Edwin H. Land n'est pas convaincu, c'était la dernière chance pour que le prototype de son appareil photo puisse être industrialisé, elle met alors fin à la House of Photography.    

#### Premières publications
En 1948, quelques unes de ses photographies illustrent un manuel American High School Biology , ainsi que son manuel The view camera made simple qui donne des détails qui ne figuraient pas dans A Guide to Better Photography. 

#### Greenwich Village
Toujours en 1948, elle publie Greenwich Village Today and Yesterday qui rend hommage aux rues, boutiques du quartier ainsi qu'à leurs résidents comme Edward Hoper,  Chaim Gross (en), John Eyre Sloane (en), Isamu Noguchi et autres,.

#### Nouvelles critiques du pictorialisme
En 1951, Berenice Abbot est invitée au Institut Aspen du Colorado qui organise une conférence sur la photographie. Quand vient son tour de prise de paroles, elle est prise de panique, mais elle ne démonte pas, elle reprend ses critiques envers le pictorialisme, qu'elle renomme "super-pictorialisme" mouvement soucieux de publier de jolis clichés comparables à des tableaux, elle répète que la photographie doit suivre son propre chemin sans chercher à imiter quelque media que ce soit. Se démarquant ainsi d'Edward Steichen, Paul Strand et d'Alfred Stieglitz,. 

#### Le Physical Science Study Committee
Alors que la carrière de Berenice Abbot semble crépusculaire, un évènement va la remettre sur le devant de la scène, lorsqu'elle apprend par la presse du 4 octobre 1957 que l'Union soviétique a lancé avec succès le premier satellite artificiel spoutnik 1, c'est un camouflet pour les Américains et leur science. Elle téléphone à Robert C. Cook (en), le directeur en place du Population Reference Bureau pour qu'elle puisse rejoindre le Physical Science Study Committee (en) du Massachusetts Institute of Technology fondé en 1956 pour former les professeurs de sciences physiques et rénover les programmes scolaires,,,,. 
Le Physical Science Study Committee (PSSC) a besoin d'un photographe pour illustrer les grands principes de la science aux profanes notamment pour un manuel scolaire. C'est dans ce cadre que Berenice Abbot rencontre en février 1958 le directeur du PSSC à la suite de cet entretien décide de l'embaucher à partir du 1er mars 1958 avec un salaire annuel de 12 000 $ qui la met à l'abri de tout souci matériel,,. 
Durant son travail pour le PSSC, elle travaille avec le meilleur matériel photographique disponible, certes elle est sous la supervision d'un scientifique, mais ce dernier n'intervient nullement sur son travail de photographe. Puis Berenice Abbott fabrique elle-même ses appareils photographiques pour qu'ils soient adaptés aux phénomènes scientifiques Elle prend divers clichés concernant des phénomènes scientifiques tels que le magnétisme, les rayons lumineux, développement de la pénicilline dans une boîte de Petri ou les mouvements ondulatoires,. Chacune de ses photos sont accompagnées d'explications de type naturaliste, bien quand Berenice Abbott commente son travail, elle préfère qualifier sa pratique de réaliste. Mais d'après Terri Weissman, elle utiliserait le terme de réalisme d'une façon particulière. Berenice Abbott ne croit pas qu'une photographie  puisse être seulement un acte technique, c'est aussi un acte artistique, un mélange de sensibilité humaine et de technologie, une esthétique à la jonction d'un réalisme austère, d'une manière innovante pour inspirer une certaine vision du monde qu'on ne peut séparer de la technologie des appareils photos mise à la disposition du photographe,.
Son travail de photographe scientifique est regardé avec doute et scepticisme par la communauté des scientifiques notamment parce qu'elle est une femme qui vient s'aventurer dans des domaines réputés à l'époque comme réservés aux hommes.
En 1960, le PSSC publie Physics illustré par plusieurs photographies de Berenice Abbott.
Toujours en 1960, le PSSC n'ayant plus besoin de ses services, elle donne sa démission. 
Elle publie dans la seconde moitié des années 60, trois livres scientifiques à destination aussi bien d'étudiants que pour un large public : Motion, Magnet et The Attractive Universe, tous les trois sont édités par la World Publishing Company (en).

#### La Smithsonian institution
Entre 1959 et 1965, la Smithsonian institution pour valoriser le travail de Berenice Abbot comme étant l'une des dix meilleures photographes américaines sponsorise une exposition itinérante de ses photographies scientifiques. Exposition qui pour titre The Image of Physics, exposition organisée par le Currier Museum of Art de Manchester dans le New Hampshire. Grâce au Smithsonian, l'exposition a pu être présentées à plusieurs établissements scolaire, bibliothèques et musées à travers les États-Unis,.

### L'installation à Monson
Avec l'argent gagné auprès du PSSC, Berenice Abbott peut acheter une maison à Monson dans l'État du Maine. Lieu de résidence qu'elle habite de plus en plus fréquemment en regard de la détérioration de santé. Cette fragilité remonte à sa jeunesse où elle a dû faire face à plusieurs débuts de pneumonie liés à son tabagisme et aux brouillards de New York,. Dans le milieu des années 1950, elle a dû se faire opérer pour se faire enlever une partie d'un de ses poumons, à la suite de cette opération, le chirurgien lui a vivement interdit de fumer à nouveau,.
En 1963, Berenice Abbott rencontre Ben Raeburn (en) , le directeur de la maison d'édition Horizon Press, pour qu'il publie un livre consacré à Eugene Atget, il est d'accord et lui demande de rédiger l'introduction, cela fait The World of Atget est publié en 1964.
En 1966, à Blanchard, Maine (en), elle installe l'ensemble de son matériel photographique dans une auberge relais de diligence de la ville de  qu'elle a restaurée après son achat pour en faire un studio photographique,,.
À la suite de la mort d'Elizabeth McCausland, elle vit en recluse avec pour seule compagnie son chat Butch.
En 1968, Berenice Abbott publie A Portrait of Maine, illustré par 128 photos, avec Shenoweth Hall comme rédactrice.
En 1968, Berenice Abbott lègue au Museum of Modern Art l'intégralité des clichés, négatifs et autres documents d'Eugène Atget qui sont en sa possession,,,

#### Expositions
En 1970, elle rencontre le galeriste Harry Lunn qui ouvert une galerie à Washington qui se montre passionné par son travail de photographe et expose ses clichés dans sa galerie et dans une autre à New York grâce à un ami. Harry Lunn et Berenice Abbott deviennent des amis.
Cette même année John Szarkowski organise une exposition dédiée à Berenice Abbott au Museum of Modern Art
Régulièrement ses amies Djuna Barnes et Thelma Wood viennent lui rendre visite.

#### Une renommée croissante
En 1981, le Centre international de la photographie avec le Smithsonian American Art Museum organise une importante exposition des clichés de Berenice Abbott.
En 1982, la galerie Witkin de New York expose 90 clichés de Berenice Abbott.
Plusieurs établissements universitaires lui décerne le titre de docteur honoris causa.
Ronald Kurz qui a acheté de nombreuses photographies à Berenice Abbot en fait des dons à plusieurs institutions comme le Metropolitan Museum of Art, le Museum of Modern Art, la New York Public Library ou le Musée d'Art moderne de San Francisco.
De nombreux admirateurs viennent la visiter à sa résidence de Monson, à la question pourquoi vit-elle à Manson, elle répond « c'est un endroit merveilleux pour finir sa vie ! ».
En 1989, Julia van Haaften la conservatrice de la New York Public Library organise une exposition pour célébrer les 60 ans de carrière photographique de Berenice Abbott, titrée « Berenice Abbott, Photographer, a Modern Vision ». 

### La fin
Elle meurt le 9 décembre 1991 dans sa résidence de Monson, à l'âge de 93 ans,,.

#### Renommée posthume
Plusieurs années après sa mort, son œuvre photographique continue à être célébrée, en 1998, l'University of Maine Museum of Art (en) organise une exposition en son honneur.
En 2005, le photographe Douglas Lever publie New York Changing : Revisiting Berenice Abbott's New York.

### Anecdote
Quand il lui est demandé que dit-elle au sujet de l'affirmation qu'elle serait la meilleure photographe, elle répond « C'est celui que je vais voir demain ! ».

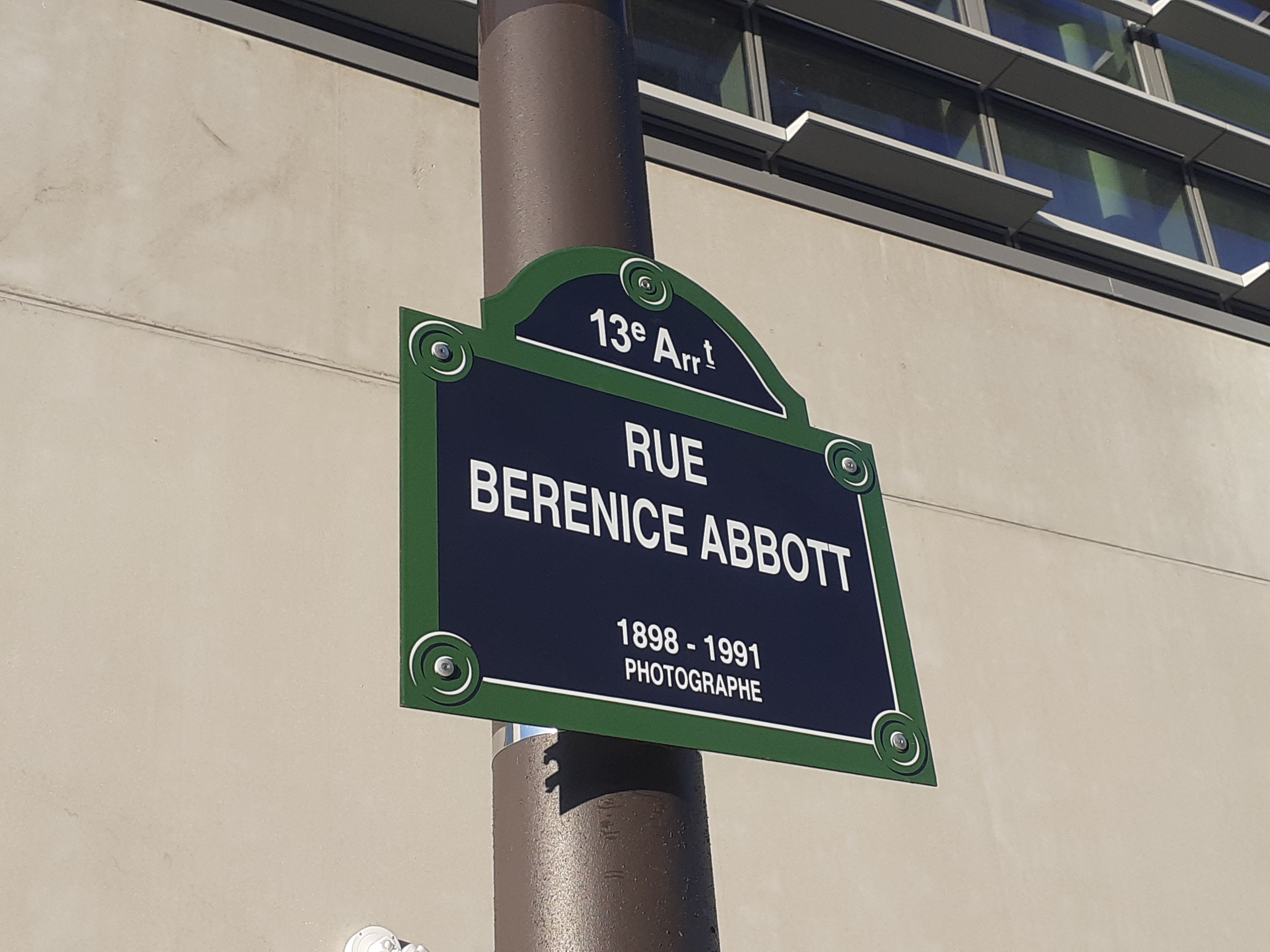
Rue Berenice Abbott, Paris.

## Vie privée
Le film Berenice Abbott : A View of the 20th Century, réalisé par  Wheelock, Martha et  Weaver, Kay qui présente 200 de ses photographies en noir et blanc, suggère qu'elle est une "fière proto-féministe", quelqu'un qui est en avance sur son temps vis à vis du féminisme. Avant que le film ne soit terminé, elle a questionné, "Le monde n'aime pas les femmes indépendantes, pourquoi, je ne sais pas, mais je m'en fiche"[réf. nécessaire].
Berenice Abbott a gardé son lesbianisme la plupart du temps secrète,. Elle a vécu avec sa partenaire l'historienne de l'art, critique d'art et écrivaine Elizabeth McCausland pendant 30 ans, travaillant aussi avec elle sur l'édition et la diffusion de ses travaux,.

## Inspiration littéraire
La vie et le travail de Berenice Abbott inspirent un roman publié en 2017, The Realist: A Novel of Berenice Abbott, à Sarah Coleman,.

## Œuvres comme auteure ou photographe
- (en-US) Berenice Abbott : Changing New York, New York, The New Press / The Museum of the City of New York (réimpr. 1997, 1999, 2002) (1re éd. 1939), 399 p. (OCLC 1037268456, lire en ligne),
- (en-US) A Guide to Better Photography, New York, Crown Publishers (réimpr. 1944, 1945) (1re éd. 1941), 182 p. (OCLC 13442384, lire en ligne),
- (en-US) The view camera made simple, Chicago, Illinois, Ziff-Davis Pub. Co., coll. « Little technical library » (no 40), 1948, 124 p. (OCLC 4368846),
- (en-US) Henry Wysham Lanier (photogr. Berenice Abbott), Greenwich Village : Today & Yesterday,, New York, Harper Brothers, 1948, 161 p. (OCLC 937660163),
- (en-US) Berenice Abbott, A New Guide to Better Photography, New York, Crown Publishers, 1953, 180 p. (OCLC 522124, lire en ligne),
- (en-US) The World of Atget, New York, Berkley, coll. « Berkley Windhover Book » (réimpr. 1974, 1979) (1re éd. 1964), 180 p. (OCLC 1491059371),
- (en-US) Evans G. Valens (photogr. Berenice Abbott), Magnet, Cleveland, Ohio, World Pub. Co., 1964 (OCLC 1011007131),
- (en-US) Berenice Abbott (photogr. Eugène Atget), The World of Atget, New York, Berkley, coll. « Berkley Windhover Book » (réimpr. 1974, 1979) (1re éd. 1964), 180 p. (OCLC 1491059371),
- (en-US) E.G. Valens (photogr. Berenice Abbott), Motion, Cleveland, NewYork, 1965, 1965 (OCLC 145016564),
- (en-US) Elizabeth McCausland (photogr. Berenice Abbott), New York in the Thirties, New York, Dover Publications (réimpr. 1973) (1re éd. 1967), 97 p. (ISBN 9780486229676, OCLC 355281808),
- (en-US) E.G. Valens (ill. Philip Jaget, photogr. Berenice Abbott), The Attractive Universe : Gravity and the Shape of Space, Cleveland, New York, World Pub. Company, 1969, 187 p. (OCLC 21343),
- (en-US) Berenice Abbott, Berenice Abbott : Photographs, New York, Horizon Press, (réimpr. 1980) (1re éd. 1970), 175 p. (OCLC 464136867),
- (en-US) The Beauty of Physics, New York, The New York Academy of Sciences, 1986, 12 p. (OCLC 81053190),
- (en-US) Berenice Abbott (préf. Julia van Haaften), Berenice Abbott, New York,, Aperture, coll. « Masters of Photography Series » (no 9) (réimpr. 1997) (1re éd. 1989), 93 p. (ISBN 9780893813277, OCLC 468381720, lire en ligne)
- (en-US) Berenice Abbott, coll. « Photo Poche » (no 61) (réimpr. 1999, 2010) (1re éd. 1997), 144 p. (ISBN 9780500411001, lire en ligne),
- (en-US) Bernice Abbott, Bernice Abbott : New York Photographs from the Museum of the City of New York, New York,, Museum of the City of New York, 1998, 66 p. (ISBN 9781881270171, OCLC 1050048984, lire en ligne),
- (en) Berenice Abbott et Ron Kurtz (dir.), Berenice Abbott: Paris Portraits 1925–1930, Göttingen, Allemagne, Steidl, coll. « Commerce Graphics » (réimpr. 2016) (1re éd. 2012), 374 p. (ISBN 9783869303147, OCLC 864521813, lire en ligne),

## Expositions[note 4]
- 1926 :  Galerie au Sacre du Printemps, Paris,
- 1930 : Contemporary Art Club, de l'université Harvard,
- 1932 : Julien Levy Gallery de New York,
- 1932 : Musée de la ville de New York,
- 1934 : New School for Social Research,
- 1934 : Musée de la Californie à Oakland,
- 1934 : Université Yale,
- 1935 : Jerome Stavola Gallery, à Hartford dans le Connecticut,
- 1935 : Fine Arts Guild de Cambridge dans le Massachusetts.
- 1937 :  Musée de la ville de New York,
- 1938 : Hudson D. Walker Gallery à New York,
- 1939 : galerie du Federal Art Project à New York,
- 1941 : Massachusetts Institute of Technology,
- 1947 : galerie de l'Époque, à Paris,
- 1950 : Akron Art Museum, à Akron dans l'Ohio,
- 1951 : Art Institute of Chicago,
- 1953 : Musée d'Art moderne de San Francisco,
- 1955 : Currier Museum of Art à Manchester dans le New Hampshire,
- 1956 : Musée des beaux-arts de l'Ontario à Toronto,
- 1957 : Limelight Gallery à New York,
- 1959 : New School for Social Research,
- 1960 : Carl Siembab Gallery à Boston,
- 1960 : Smithsonian institution à Washington (district de Columbia),
- 1970 : Museum of Modern Art à New York,
- 1973 : Witkin Gallery à New York,
- 1975 : Focus Gallery à San Francisco,
- 1976 : Marlborough Fine Art (en) à New York,
- 1976 : Lunn Gallery à Washington (district de Columbia),
- 1976 : Allan Frumkin Gallery à Chicago,
- 1977 : galerie Zabriskie à Paris,
- 1979 : Gallery for fine photography à la Nouvelle-Orléans,
- 1980 : Galerie zur Stockeregg à Zürich
- 1982 : Centre international de la photographie à New York,
- 1984 : Marlborough Fine Art à New York,
- 1984 : Martina Hamilton Gallery à New York,
- 1986 : Martina Hamilton Gallery à New York,
- 1986 : Ikona Gallery à Venise, Italie,
- 1989 : New York Public Library,
- 1990 : Corcoran Gallery of Art à Washington (district de Columbia),
- 1991 : Portland Museum of Art (en)
- 1998 : National Museum of Women in the Arts à Washington (district de Columbia),

## Galerie de photographies

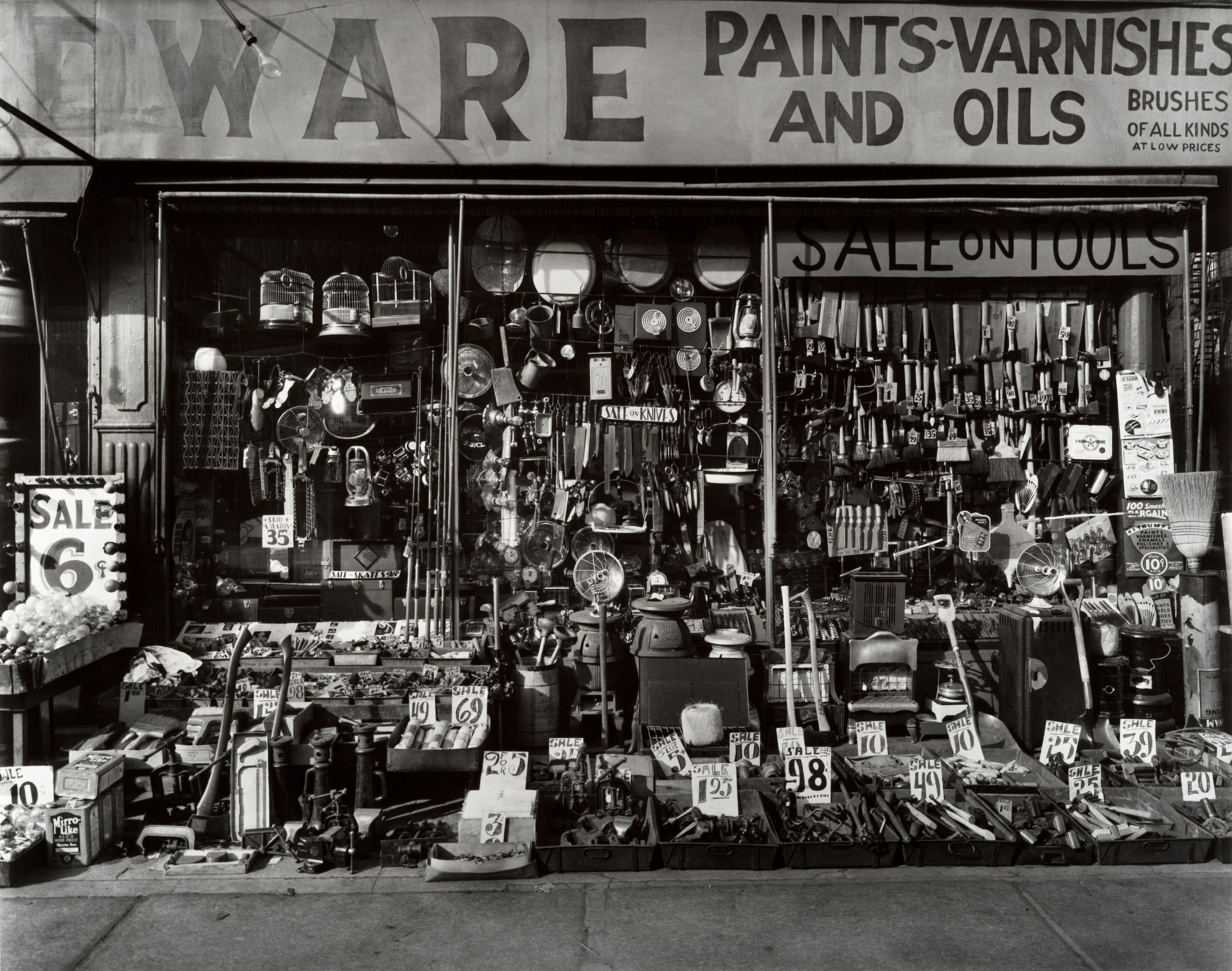
Quincaillerie, Bowery Manhattan, 1938.
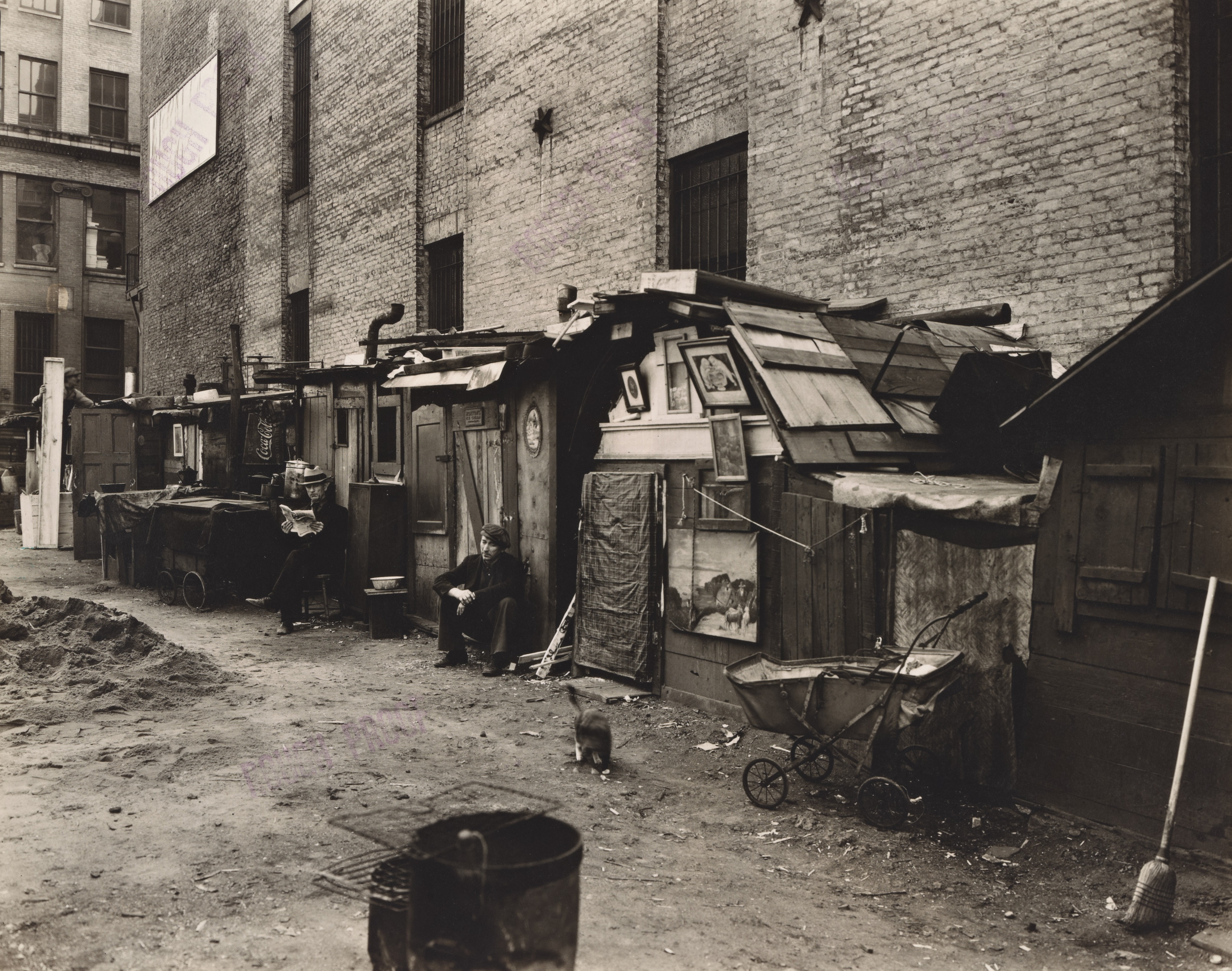
Sans abri, Manhattan, 1935.
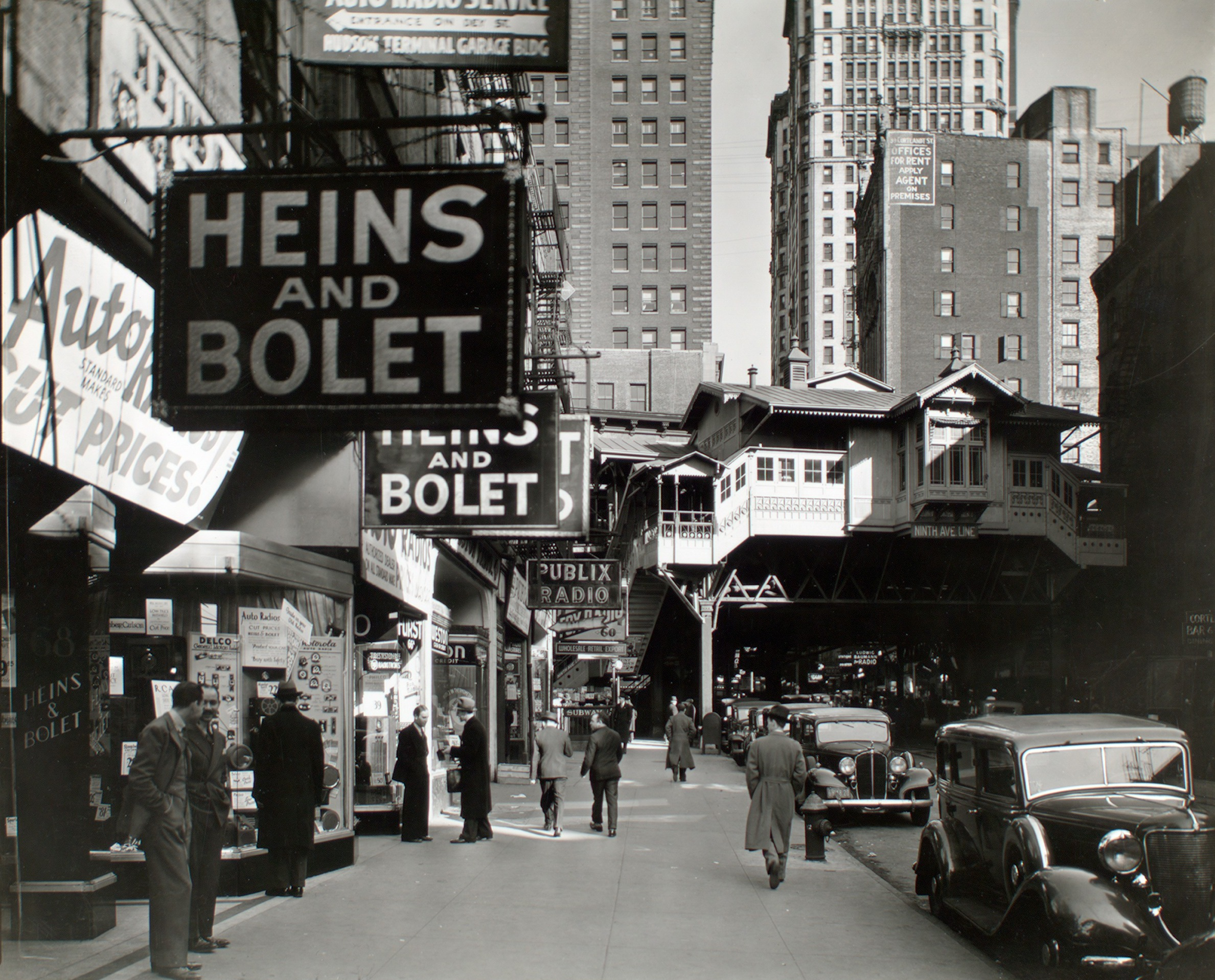
Radio Row, rue Cortlandt, 1936.
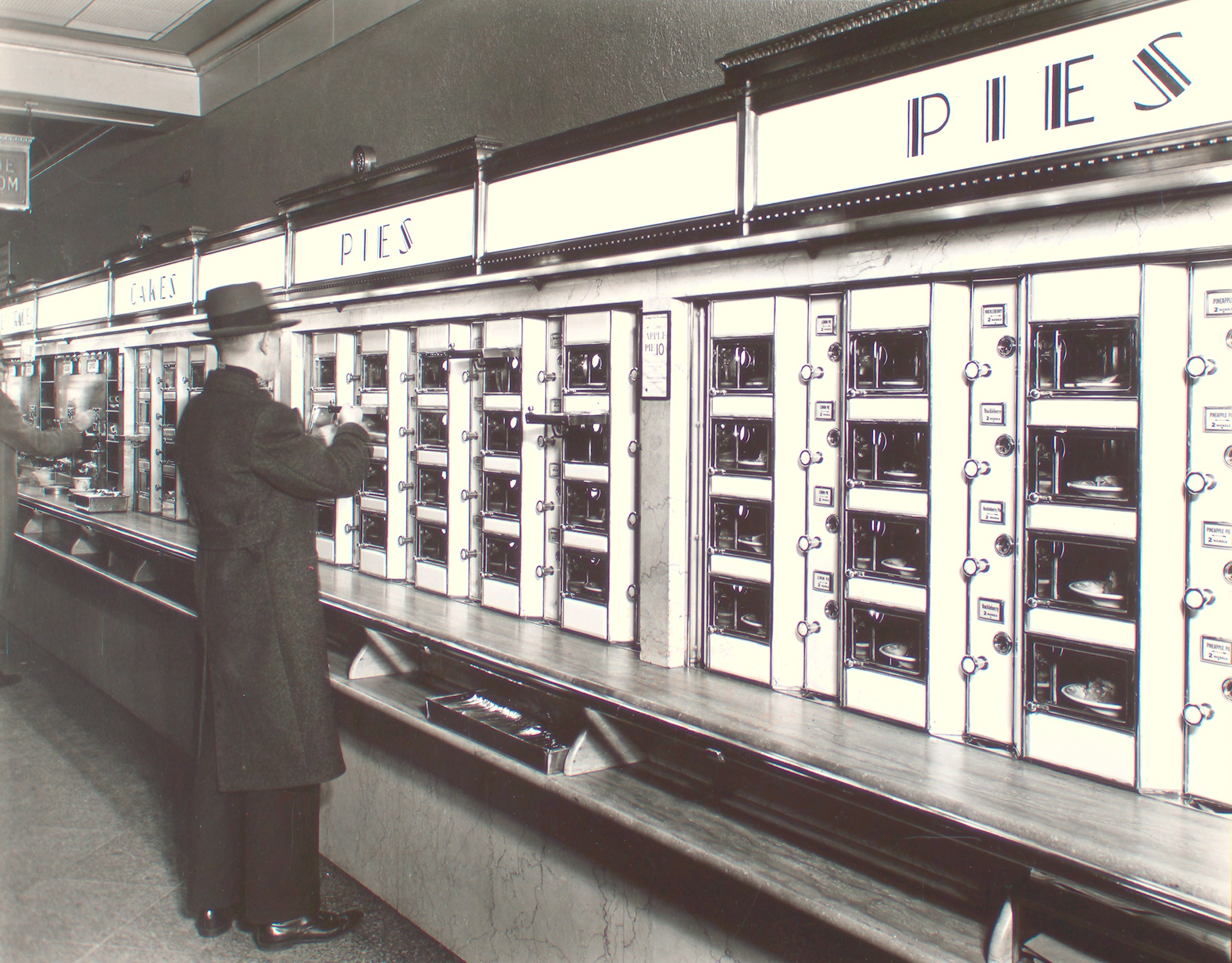
Distributeur automatique de nourriture, Manhattan, 1936.
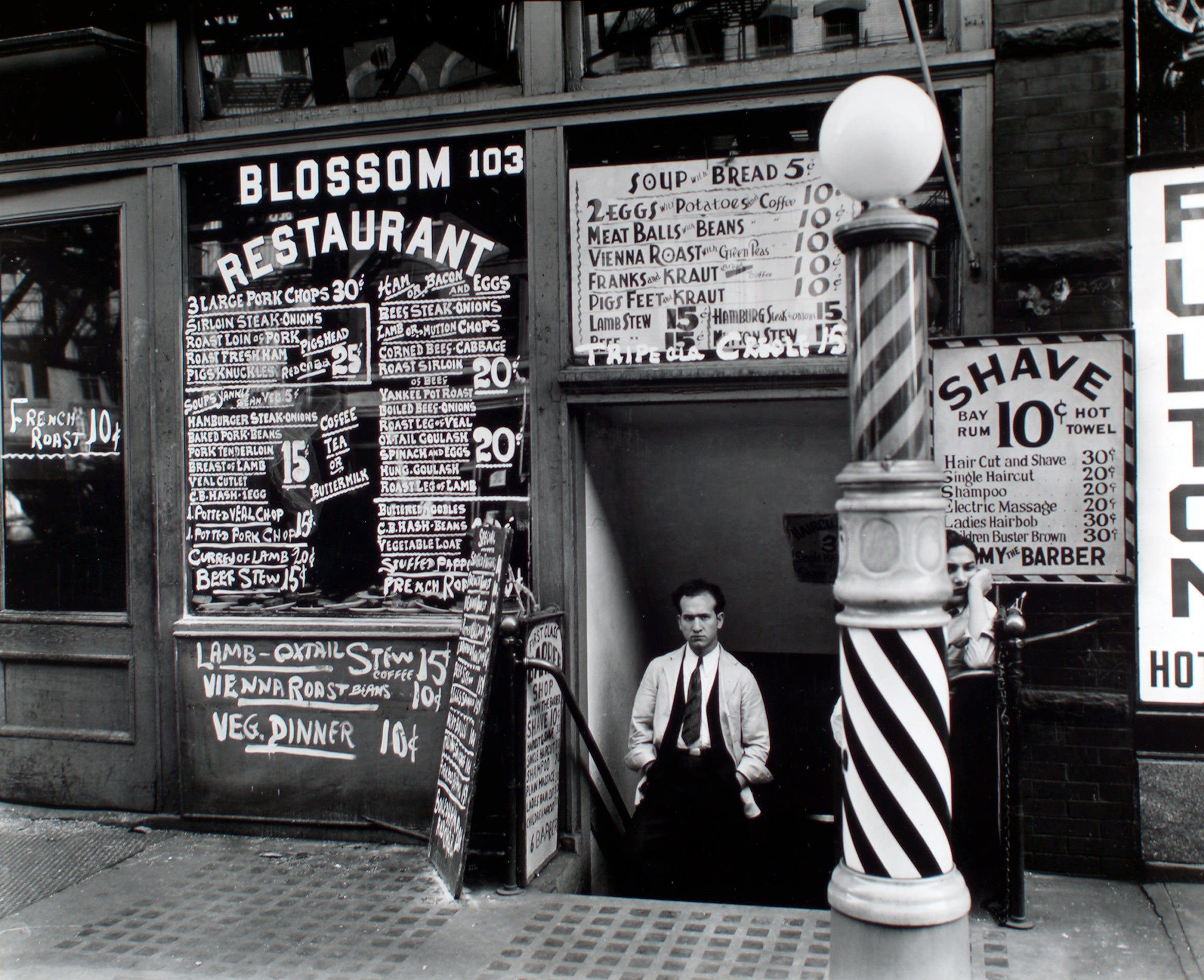
Restaurant, Bowery, 1935
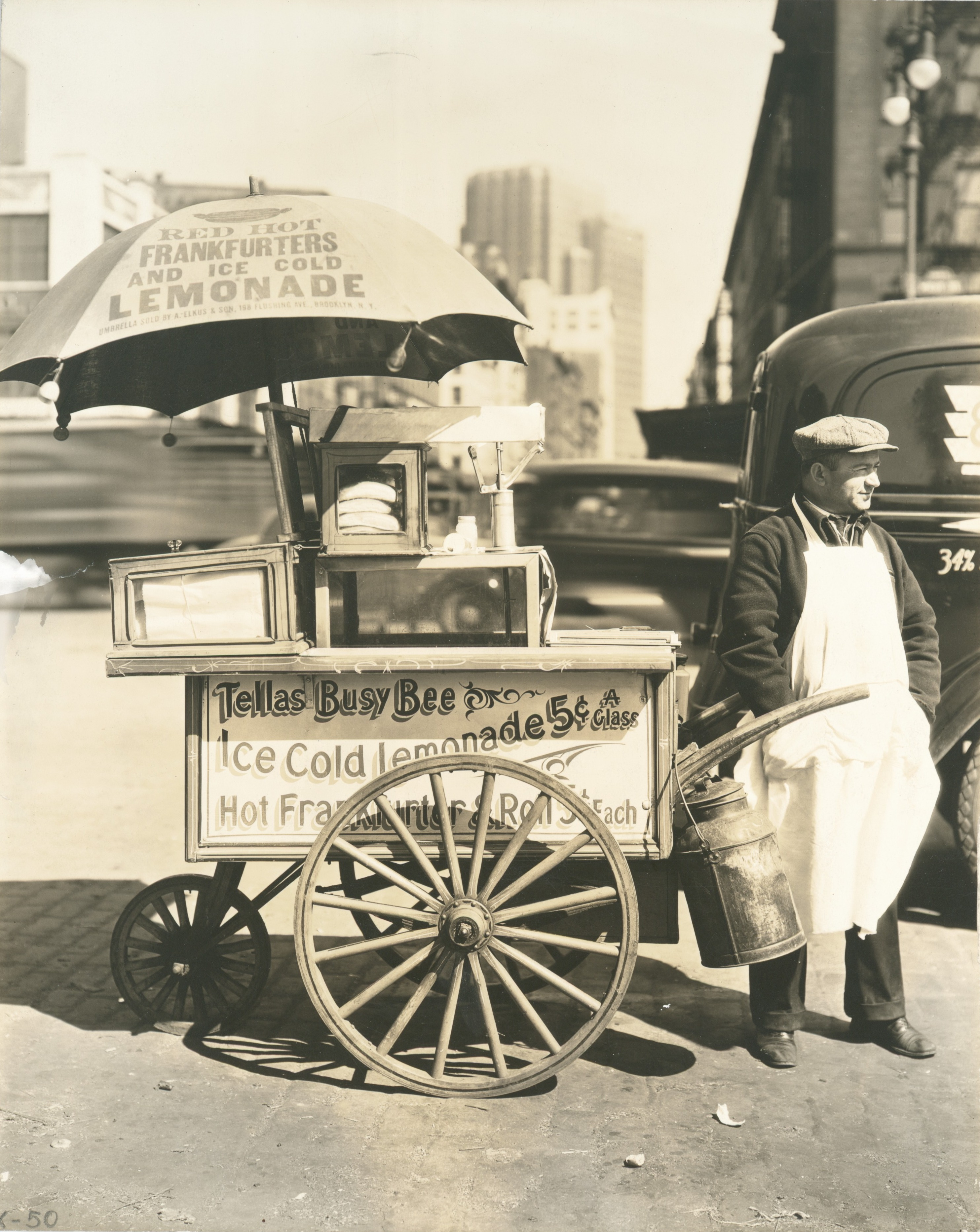
Vendeur de hot dog,  Manhattan, 1936.
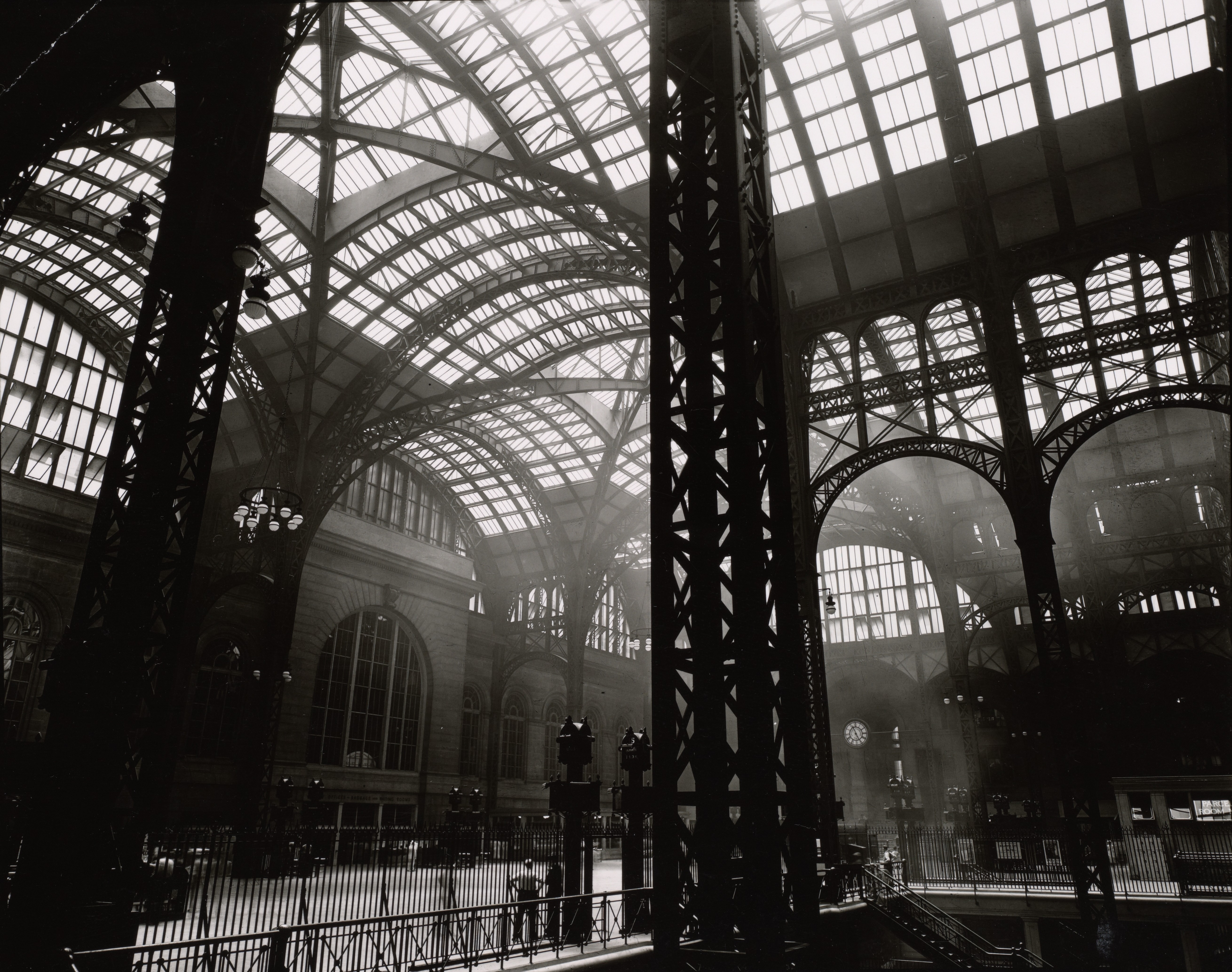
Pennsylvania Station, New York, 1936.
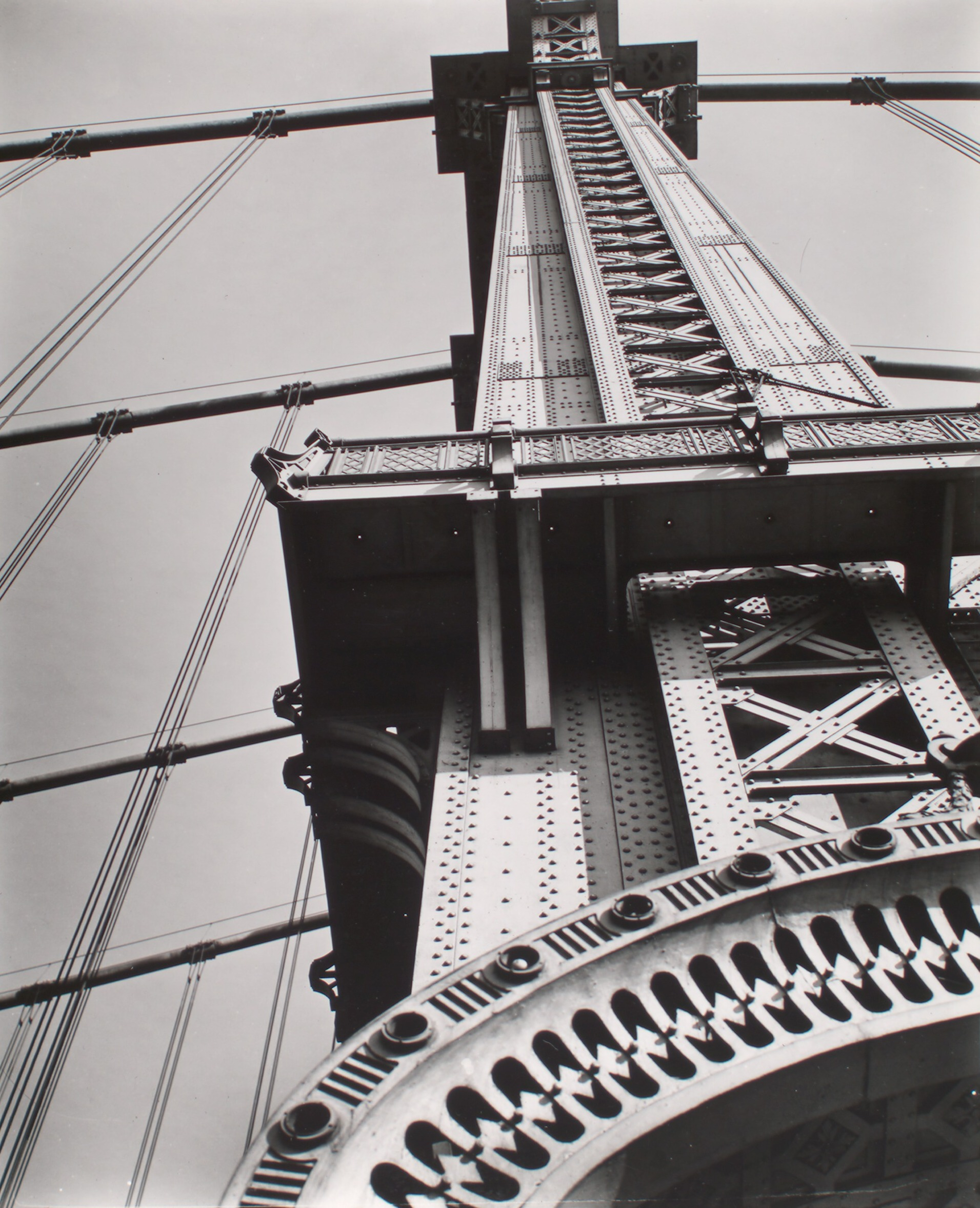
Détail du pont de Manhattan, 1936.
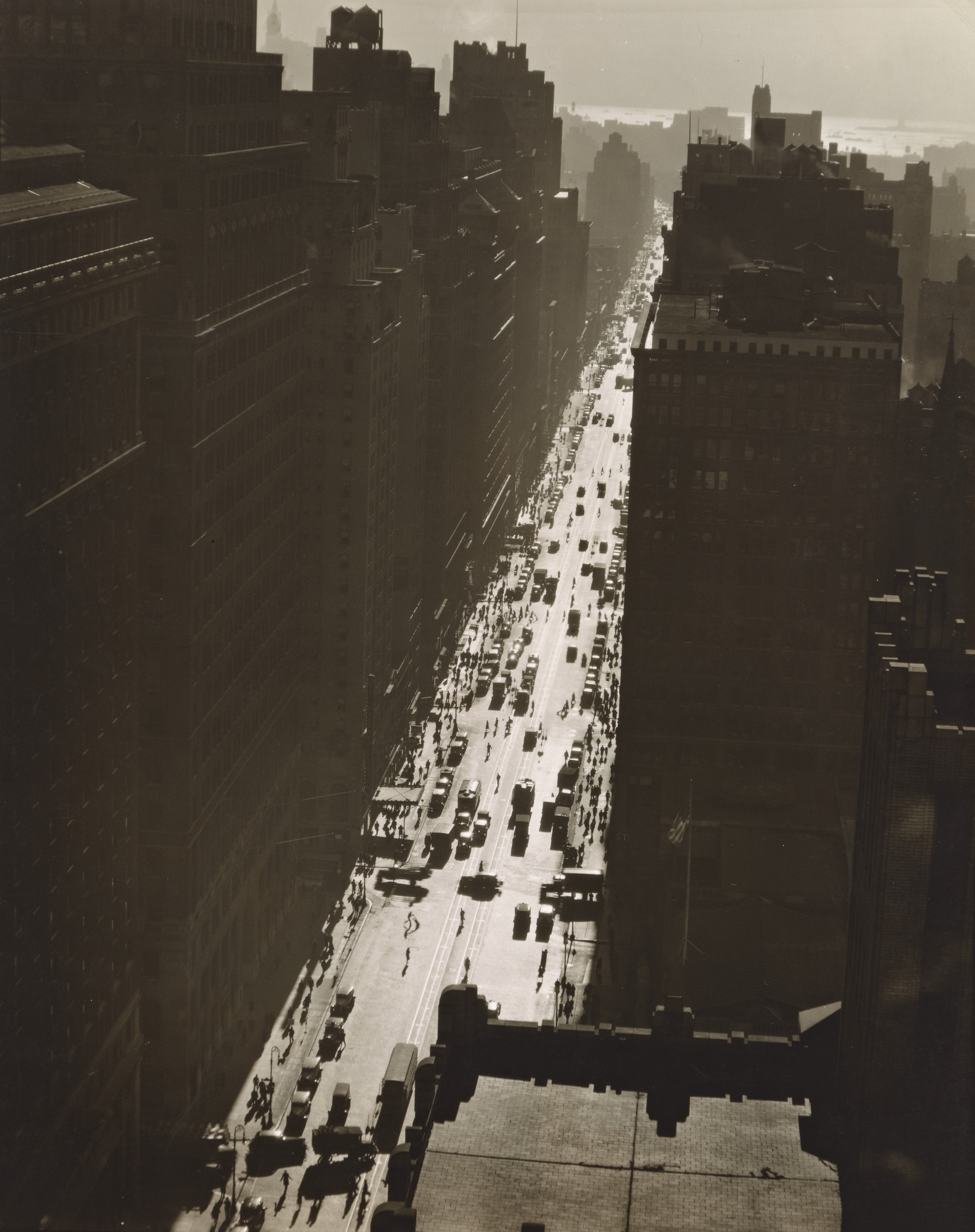
Septième Avenue, New York, 1935.
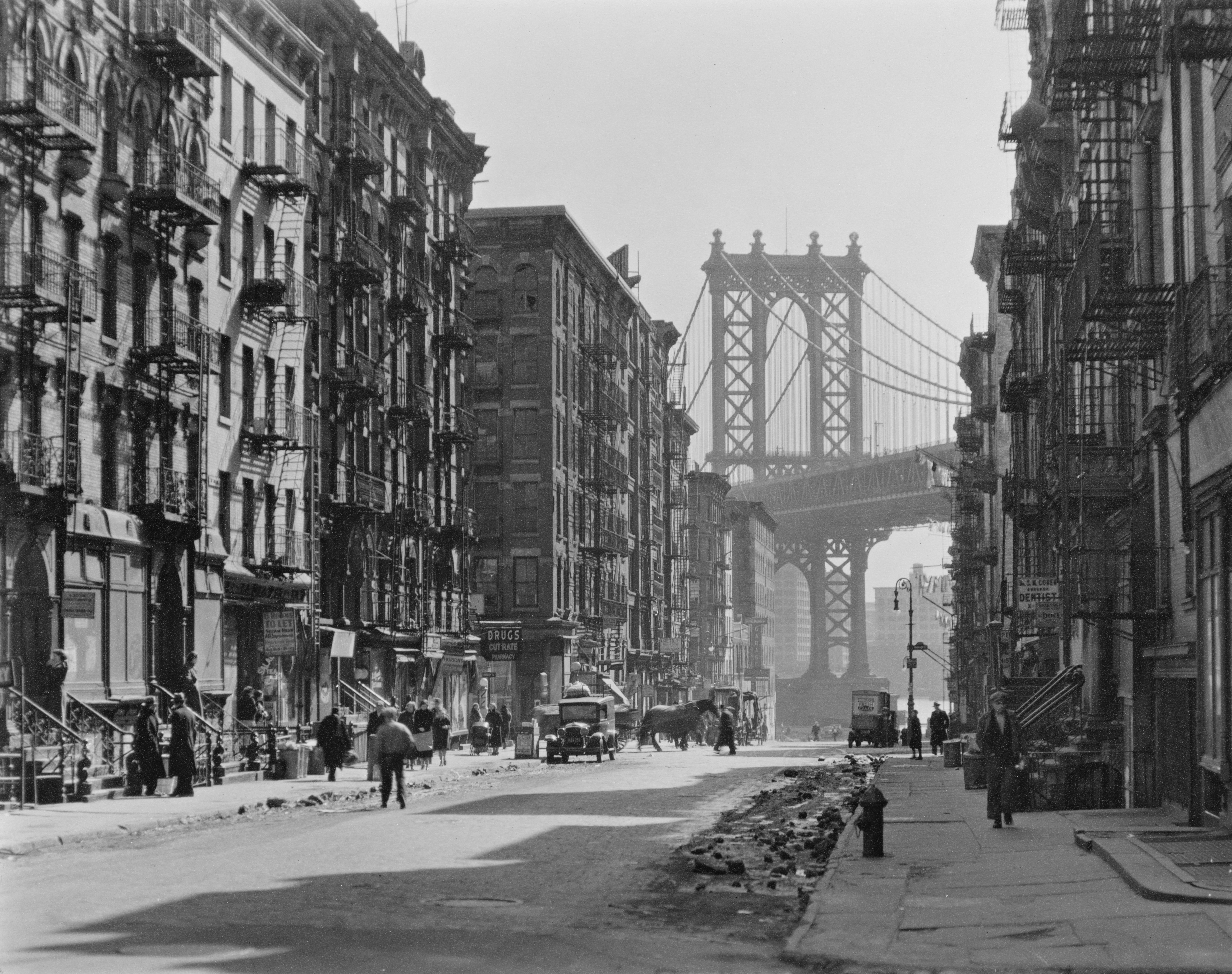
Pike Street et Henry Street, New York, 1936.
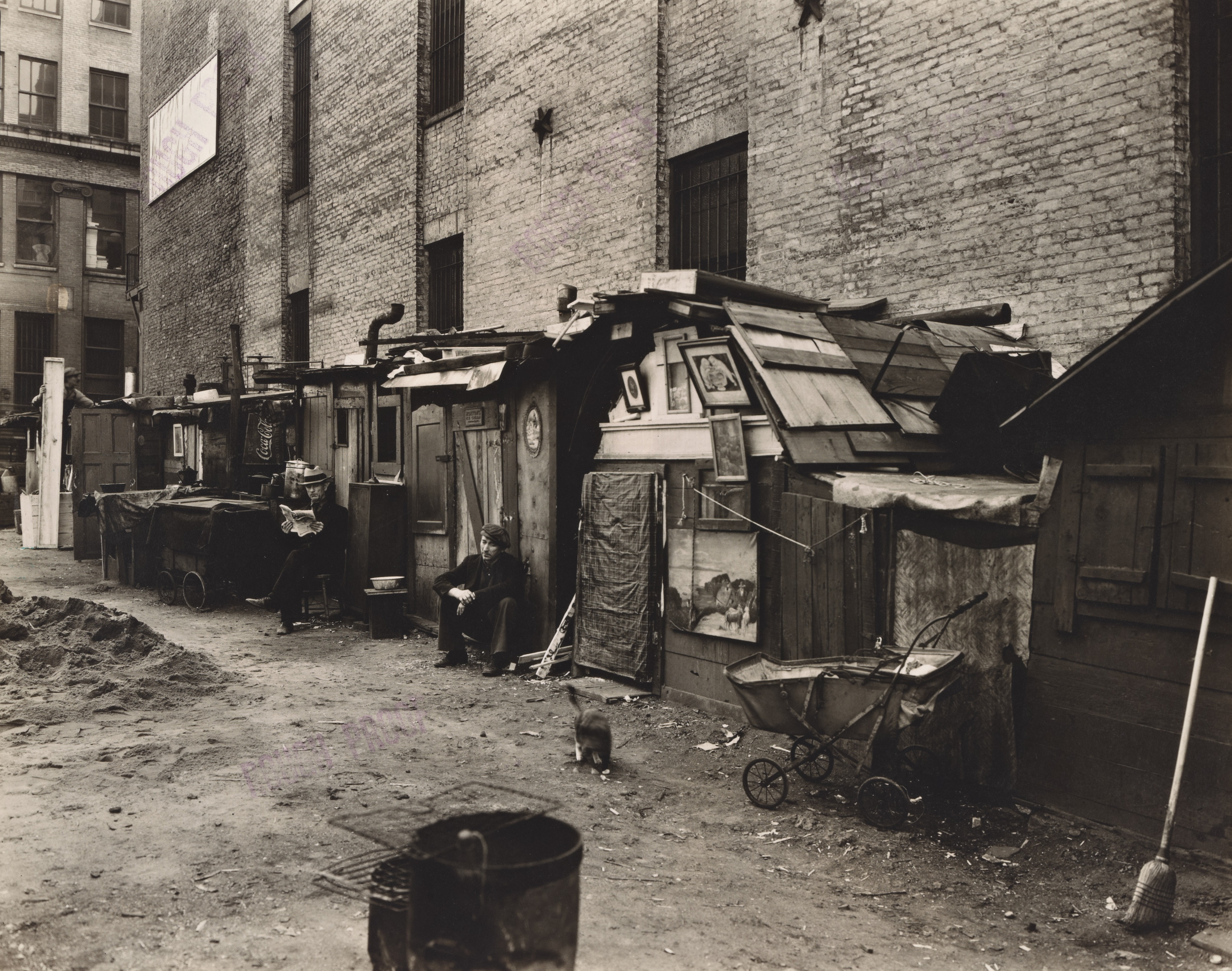
Campement de chômeurs, New York, 25 octobre 1935.

## Prix et distinctions
- 1959 : elle est classée comme faisant des 10 meilleurs photographes américains par l'association Professional Photographers of America (en)[124],
- 1982 : lauréate du Women's Caucus for Art Lifetime Achievement Award (en) décerné par le Women's Caucus for Art[125],
- 1987 : lauréate du First International Erice Prize, catégorie : Photographie[126],
- 1988 : elle est la récipiendaire de la médaille de l'Ordre des Arts et des Lettres qui lui est remise par le gouvernement français[3],[127],
- 1989 : lauréate du Infinity Award décerné par l'International Center for Photography[126],
- 1991 : entrée de Berenice Abbott au musée l'Ohio Women's Hall of Fame (en)[128],
- 2000 : entrée de Berenice Abbott à l'International Photography Hall of Fame and Museum (en)[129].

L'université du Maine, le Smith College, l'université d'État de l'Ohio, la New School for Social Research et le Bowdoin College lui ont décerné le titre de docteur honoris causa,.
Le critique d'art John Canaday déclare au sujet du travail de Berenice Abbott « qu'elle est celle qui maîtrise la totalité de la discipline photographique de la façon la plus complète ».
À la fin de sa vie, elle est reconnue internationalement comme ayant révolutionné les prises de vue photographiques et les techniques de la photographie. De nombreux admirateurs lui rendent visite ainsi que des étudiants en photographie et des journalistes, Berenice Abbott est devenue une légende vivante, qui a su s'imposer auprès des hommes grâce à son caractère d'acier.

## Archives
Les archives de Berenice Abbott sont entreposées au département "archives et manuscrits" de la New York Public Library.

## Regards
Selon un de ses biographes, Hank O'Neal (en), Berenince Abbott est dans la lignée des photographes réalistes américains inaugurée par Mathew Brady, William Henry Jackson, Timothy O'Sullivan. Parmi les photographes qui à l'instar de Berenice Abbott ont rejeté le pictorialisme, sont cités  Henry Holmes Smith (en), Alice Austen, Darius Kinsey (en) et Frances Benjamin Johnston, mais ils ne connaissent point la même notoriété.

### Francophone
- Hank O'Neal (trad. de l'anglais américain par Brigitte Hermann,), Berenice Abbott : photographe américaine [« Berenice Abbott : American Photographer »] [« Berenice Abbott : photographe américaine »], Paris, France, Philippe Sers, 1982, 250 p. (ISBN 9782904057014, OCLC 1156654418)
- Bonnie Yochelson (trad. de l'anglais américain par Françoise Reynaud, photogr. Berenice Abbott), Berenice Abbott: Changing New York [« Berenice Abbott : Changing New York, une ville en mouvement, 1935-1939 »], Paris, France, Hazan, 1999, 175 p. (ISBN 9782850256936, OCLC 900394521)
- Ron Kurz (dir.) (préf. Hank O'Neal, photogr. Berenice Abbott), Berenice Abbott, portraits parisiens - 1925-1930, Göttingen, Allemagne, Steidl, 2016 (ISBN 9783869303536, OCLC 961478817, lire en ligne)
- Michel Larivière, Dictionnaire historique des homosexuel-le-s célèbres, Paris, La Musardine, 2017, 493 p. (ISBN 9782842717797, OCLC 1014240293)

### Anglophone

#### Notices encyclopédiques
- (en-US) Anne Tucker (dir.), The Woman's Eye, New York, Alfred A. Knopf, coll. « A Collins Associates book » (réimpr. 1975, 1976) (1re éd. 1973), 169 p. (ISBN 9780394706269, OCLC 700654, lire en ligne), p. 77-90
- (en-US) Beaumont Newhall, « Berenice Abbott, 1898-1991 », American Art, vol. 6, no 1,‎ hiver 1992, p. 111-113 (3 pages) (lire en ligne ).
- (en-US) Paula K. Byers (dir.) et Suzanne m. Bourgoin (dir.), Encyclopedia of World Biography, vol. 1 : A-Barbosa, Detroit, Michigan, Gale Research, 1998, 540 p. (ISBN 9780787622213, OCLC 37813530, lire en ligne), p. 7-9.

- (en-US) Jennifer Mossman (dir.), Reference Library of American Women, vol. 1 : A-F, Farmington Hills, Michigan, Gale Research, 1999, 344 p. (ISBN 9780787638658, lire en ligne), p. 1-3.

- (en-US) John A. Garraty (dir.) et Mark C. Carnes (dir.), American National Biography, vol. 1 : Aarons - Baird, New York, Oxford University Press, 1999, 944 p. (ISBN 9780195127805, lire en ligne), p. 16-17.
- (en-US) Anne Commire (dir.), Deborah Klezmer (dir.) et Bette J. Kauffman (rédactrice de l'article), Women in World History, vol. 1 : Aak - Azz, Waterford, Connecticut, Yorkin Publications, 1999, 848 p. (ISBN 9780787637361, lire en ligne), p. 11-17.
- (en-US) Laurie Collier Hillstrom, Kevin Hillstrom et Margaretta K. Mitchell, Contemporary Women Artists, Detroit, Michigan, St. James Press,, coll. « Biography In Context », 1999, 760 p. (ISBN 9781558623729, lire en ligne), p. 5-8.
- (en) Peter Stepan et Erika Billeter, Icons of Photography : The 20th Century, Munich, Allemagne, Prestel (réimpr. 2005) (1re éd. 1999), 206 p. (ISBN 9783791320014, OCLC 237329396, lire en ligne), p. 104
- (en-GB) Ian Jeffrey, The Photo Book, Londres, Royaume-Uni, Phaidon Press, 2005, 516 p. (ISBN 9780714836348, lire en ligne), p. 6-7
- (en-GB) Ann Lee Morgan (dir.), The Oxford Dictionary of American Art and Artists, Oxford, Oxfordshire, Royaume-Uni, Oxford University Press, coll. « Oxford paperback reference » (réimpr. 2008) (1re éd. 2007), 537 p. (ISBN 9780195128789, OCLC 836922065, lire en ligne), p. 1-2.

#### Essais et biographies
- (en-US) Hank O'Neal, Berenice Abbott : American Photographer, New York, McGraw-Hill (réimpr. 1985) (1re éd. 1982), 264 p. (ISBN 9780070475519, OCLC 1285467360, lire en ligne). ,
- (en-US) Douglas Levere et Bonnie Yochelson (préf. Paul Goldberger), New York Changing : Revisiting Berenice Abbott's New York, New York, Princeton Architectural Press (réimpr. 2005) (1re éd. 2004), 191 p. (ISBN 9781568984735, OCLC 54694566, lire en ligne),
- (en-US) George Sullivan, Berenice Abbott, Photographer : An Independent Vision, New York, Clarion Books, 2006, 176 p. (ISBN 9780618440269, lire en ligne). ,
- (en-US) Terri Weissman, The Realisms of Berenice Abbott : Documentary Photography and Political Action, Berkeley, Californie, University of California Press, coll. « The Phillips Collection Book Prize Series » (no 2), 2011, 272 p. (ISBN 9780520266759, OCLC 606760543, lire en ligne). ,

#### Articles
- (fr) « Berenice Abbott, une femme objective », Le Monde,‎ 13 décembre 1991 (lire en ligne ),
- (fr) Claire Guillot, « Berenice Abbott, portraitiste de l'Amérique des villes et des champs », Le Monde,‎ 20 février 2012 (lire en ligne),
- (fr) Luc Desbenoit, « Berenice Abbott, image par image », Télérama,‎ 2 mars 2012 (lire en ligne),
- (fr) Armelle Canitrot, « Les multiples facettes de Berenice Abbott », La Croix,‎ 19 mars 2012 (lire en ligne ),
- (fr) Juliette Mélia, « Berenice Abbott (1898-1991), photographies », Transatlantica,‎ 14 mai 2012 (lire en ligne),
- (en-GB) Sean O'Hagan, « Berenice Abbott: the photography trailblazer who had supersight », The Guardian,‎ 10 mars 2015 (lire en ligne),
- (en-US) Colleen O'Reilly, « Pedagogical Interventions: The Physics Photographs of Berenice Abbott », RACAR, vol. 41, no 2,‎ 2016, p. 77-90 (14 pages) (lire en ligne , consulté le 5 juin 2025). ,
- (en-US) Julia Van Haaften, « Not a Nice Girl: On Berenice Abbott », The Paris Review,‎ 10 avril 2018 (lire en ligne). ,

### Évocation dans la littérature
- Atget et Bérénice de Michèle Fabien, Actes Sud-Papiers, 1989, pièce de théâtre montée par l’Ensemble Théâtral Mobile, en 1989, à l’occasion des Rencontres d'Arles.
- (en-GB) Sarah Coleman, The Realist : A Novel of Berenice Abbott, Bristol, Royaume-Uni, SilverWood Books, 2017, 354 p. (ISBN 9781781327302, lire en ligne),